# Jacek Kaczmarski
Jacek Marcin Kaczmarski (ur. 22 marca 1957 w Warszawie, zm. 10 kwietnia 2004 w Gdańsku) – polski bard, poeta, prozaik, kompozytor, piosenkarz, twórca tekstów piosenek.
Znany głównie dzięki piosenkom o tematyce historycznej (Rejtan, czyli raport ambasadora; Sen Katarzyny II, Lekcja historii klasycznej, Jałta, Ballada wrześniowa) i społeczno-politycznej (Mury, Nasza klasa, Obława).
Postać powszechnie kojarzona z etosem pierwszej „Solidarności” oraz stanem wojennym – okresem, kiedy jego liryka, rozpowszechniana w nieoficjalnych wydawnictwach, identyfikowana była jako głos antykomunistycznej opozycji.

## Życiorys
Jacek Kaczmarski był synem wieloletniego prezesa Zarządu Głównego Związku Polskich Artystów Plastyków Janusza Kaczmarskiego oraz malarki Anny Trojanowskiej-Kaczmarskiej, która po swojej matce Felicji z domu Szlachtaub była Żydówką, członkinią Stowarzyszenia Dzieci Holocaustu. Uczęszczał do XV Liceum Ogólnokształcącego im. Narcyzy Żmichowskiej w Warszawie (do tej samej klasy uczęszczał m.in. Jarosław Lindenberg). W 1980 ukończył studia na Wydziale Polonistyki Uniwersytetu Warszawskiego.
Działalność artystyczną rozpoczął w połowie lat 70. XX w., jednak teksty do wielu utworów powstawały dużo wcześniej. Zadebiutował na Warszawskim Jarmarku Piosenki w 1976 roku, a rok później na Studenckim Festiwalu Piosenki w Krakowie zdobył nagrodę za utwór Obława. Związany był z kabaretem „Pod Egidą” Jana Pietrzaka, grupą Piosenkariat oraz Teatrem na Rozdrożu.
W 1979 r. wraz z Przemysławem Gintrowskim i Zbigniewem Łapińskim przygotował program poetycki Mury. Następnym wspólnym programem był Raj. W 1980 roku nieoczekiwanie otrzymał Nagrodę Dziennikarzy na Festiwalu Piosenki Polskiej w Opolu, co dało mu prawo wystąpienia w koncercie laureatów. Wystąpił jako pierwszy, ale widzowie telewizyjni i słuchacze radia o tym nie wiedzieli, bo transmisję rozpoczęto od drugiego wykonawcy. W 1981 r.  Jacek Kaczmarski zdobył kolejną nagrodę dziennikarzy na Festiwalu Piosenki Polskiej w Opolu za Epitafium dla Włodzimierza Wysockiego, następnie (w sierpniu) drugą nagrodę na Festiwalu Piosenki Prawdziwej w Gdańsku. Kolejne programy to Muzeum – poetyckie interpretacje polskiego malarstwa nawiązujące do ostatnich dwustu lat polskiej historii oraz Krzyk – z tytułowym utworem napisanym do obrazu Edwarda Muncha. Utwór Mury stał się, wbrew pierwotnemu znaczeniu, hymnem rodzącej się „Solidarności” i antykomunistycznej opozycji.
U schyłku 1981 r., podczas trasy koncertowej Kaczmarskiego we Francji, w Polsce ogłoszono stan wojenny. Przebywając na emigracji koncertował on m.in. w Stanach Zjednoczonych, Kanadzie, Australii, RPA, Izraelu oraz w większości krajów Europy Zachodniej. Występował na rzecz podziemnej „Solidarności”, brał udział w licznych akcjach charytatywnych.
W 1984 r. został członkiem Redakcji Rozgłośni Polskiej Radia Wolna Europa w Monachium z własnym programem „Kwadrans Jacka Kaczmarskiego”. Pisał też komentarze polityczne, prowadząc audycję tego radia „Fakty, Wydarzenia, Opinie”. W tym czasie wydawane nielegalnie w podziemiu kasety z utworami Kaczmarskiego krążyły po Polsce. W Rozgłośni Polskiej RWE pracował do zamknięcia w 1994 roku. Na emigracji powstały kolejne nowe zbiory poezji i albumy, a wśród nich: Zbroja (1982), Przejście Polaków przez Morze Czerwone (1983), Mój Zodiak (1985), Kosmopolak (1987), Notatnik australijski (1988), Dzieci Hioba (1989) oraz Głupi Jasio (1989).

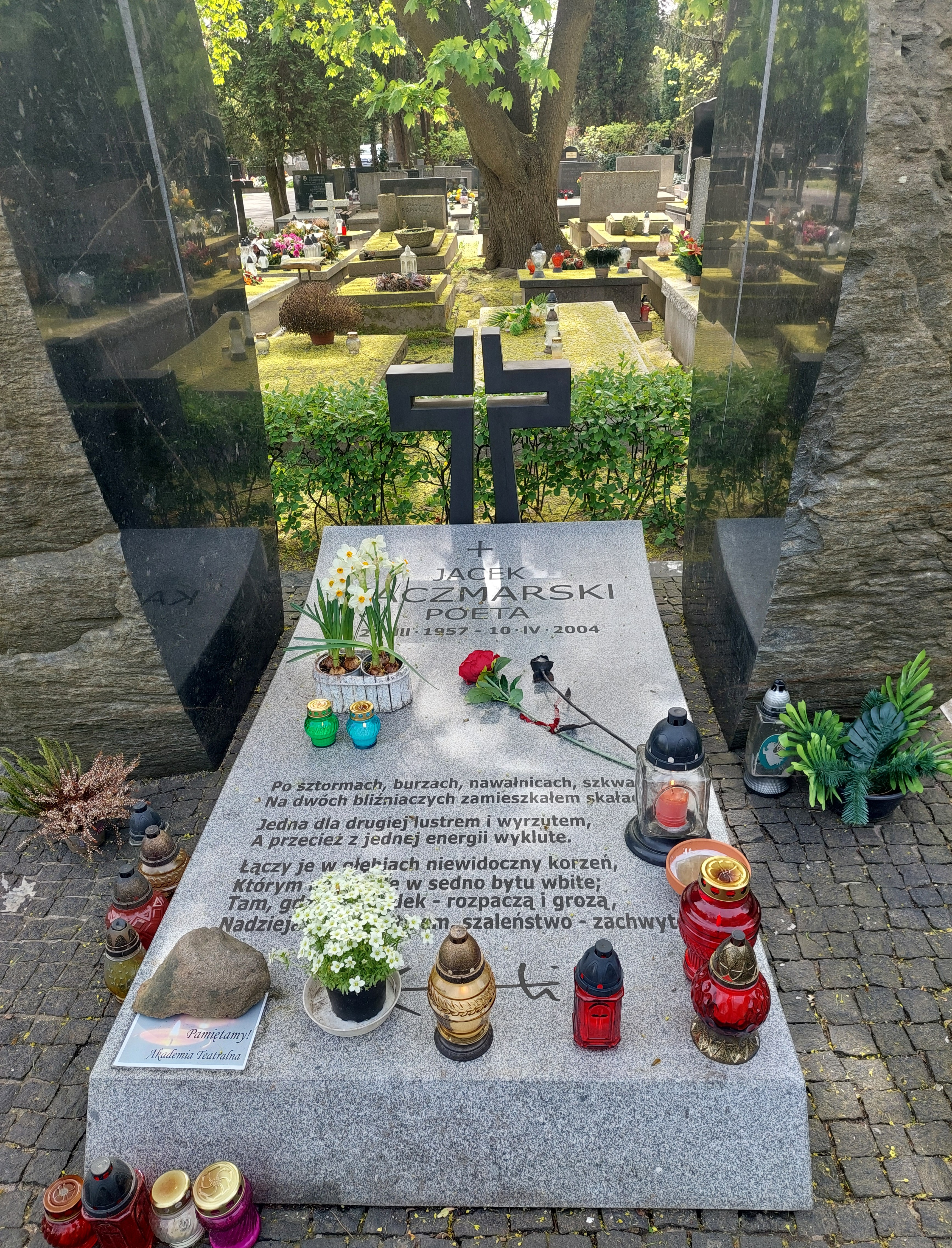
Grób Jacka Kaczmarskiego na Cmentarzu Wojskowym na Powązkach w 20. rocznicę śmierci (10.4.2024)

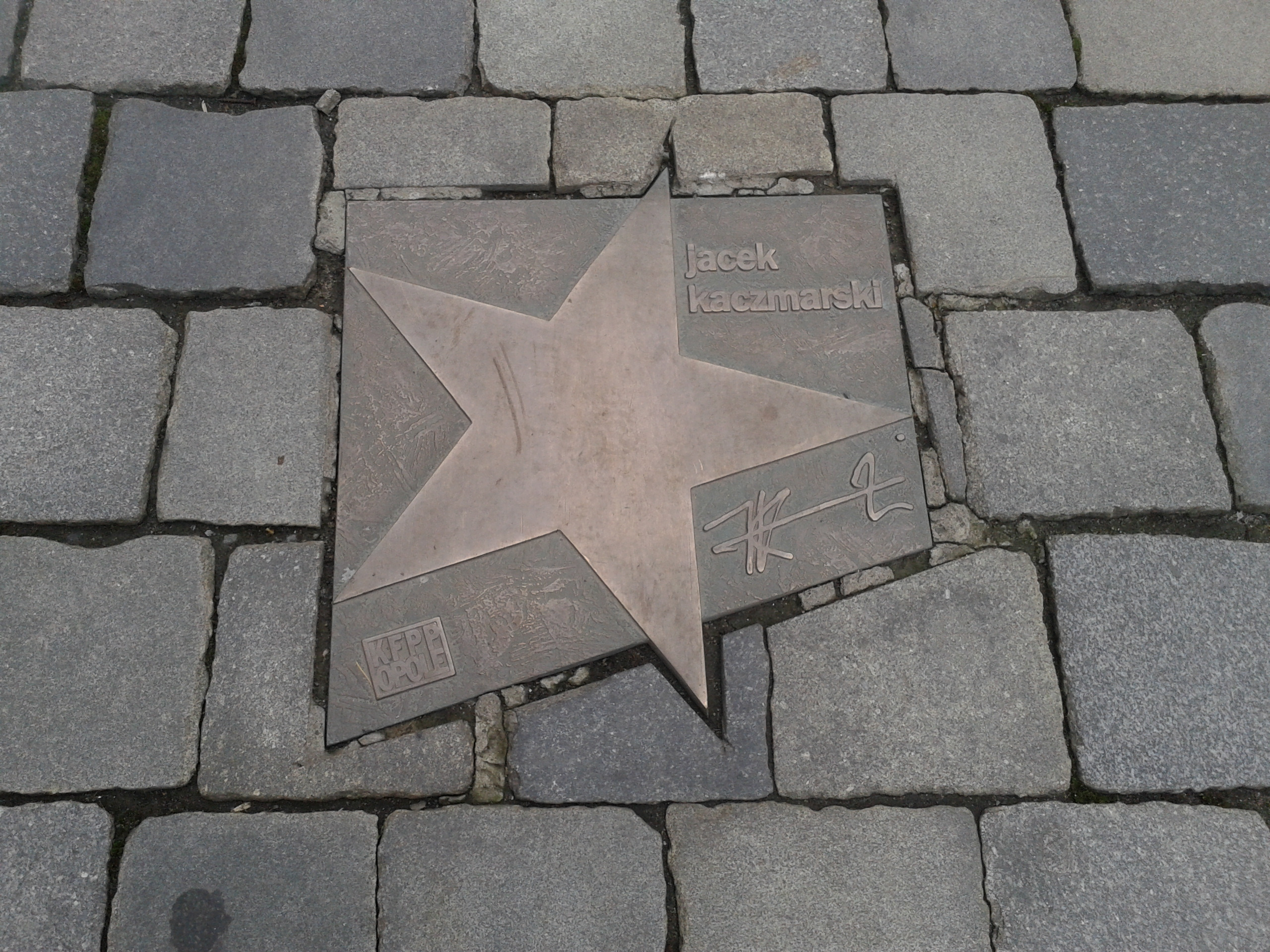
Gwiazda Kaczmarskiego w Opolu (2014)

Po powrocie do Polski w 1990 r. odbył, wraz ze Zbigniewem Łapińskim, pierwszą po 9 latach emigracji trasę koncertową, za której płytową wersję (Live) otrzymał w 2002 platynową płytę. W 1993 powstała nowa płyta – Wojna postu z karnawałem – w warstwie muzyczno-wykonawczej przygotowana wspólnie z Przemysławem Gintrowskim i Zbigniewem Łapińskim. W 1994 roku powstały dwa kolejne programy: Sarmatia oraz zbiór kolęd i pastorałek – Szukamy stajenki. Na półki księgarń trafiła debiutancka powieść autobiograficzna Kaczmarskiego – Autoportret z kanalią. W tym samym roku Kaczmarski napisał libretto musicalu Kuglarze i wisielcy z muzyką Jerzego Satanowskiego. Rok później powstał kolejny program pt. Pochwała łotrostwa.
Mimo sukcesów zawodowych, mierzył się w życiu osobistym z alkoholizmem oraz problemami finansowymi. W roku 1995 Jacek Kaczmarski wraz z drugą żoną Ewą i 7-letnią córką Patrycją osiedlił się w Australii, skąd przyjeżdżał do Polski na koncerty i promocje kolejnych płyt. W Perth, jak podaje jego córka, stosował wobec obu kobiet przemoc fizyczną, która zakończyła się ich ucieczką do domu samotnej matki oraz rozwodem pary. Pobyt w Australii zaowocował nowymi tekstami, utrwalonymi na płycie Między nami (1997) oraz Dwie skały, nagranej w grudniu 1999. Pisał też kolejne powieści, które ukazały się w Polsce: Plaża dla psów, O aniołach innym razem – z 1999 oraz Napój Ananków (2000). Kolejną złotą płytę otrzymał za Krzyk.
W 2001 r. Kaczmarski obchodził 25-lecie działalności artystycznej. Za jego życia ukazały się jeszcze płyty: Dwadzieścia (5) lat później (2001) i Mimochodem (2002), a już po śmierci – tomik poezji pt. Tunel, zestaw „Syn marnotrawny” (2004), zawierający komplet wszystkich płyt, polskich i zagranicznych, nagranych przez poetę oraz zestaw „Suplement” (2006) z utworami nie zarejestrowanymi na oficjalnych płytach. Ostatnim utworem Kaczmarskiego był niedokończony poemat O Münchhausenie, podejmujący problematykę akcesji Polski do Unii Europejskiej, którego wstępną część napisał 9 kwietnia 2004.
Na przełomie 2001 i 2002 r. Kaczmarski zauważył u siebie bóle gardła i trudności ze śpiewaniem. 12 stycznia 2002 odbył ostatni koncert w Arcueil pod Paryżem z programem Szukamy stajenki, kolejne koncerty odwołał z uwagi na zły stan zdrowia. W marcu 2002 zdiagnozowano u Jacka Kaczmarskiego zaawansowane stadium płaskonabłonkowego raka przełyku (czasem podawany jest rak krtani). Sprawa jego choroby nabrała medialnego rozgłosu. Zorganizowano serię koncertów charytatywnych z udziałem m.in. Aloszy Awdiejewa, Michała Bajora i Skaldów. Wielu ludzi, w tym artystów, wspierało go finansowo podczas kosztownych zabiegów. Kaczmarski nie zdecydował się na zabieg wycięcia ognisk nowotworu ze względu na złe rokowania operacyjne, stosował alternatywne metody leczenia w Centrum Rehabilitacji i Regeneracji Onkologicznej w Innsbrucku, polegające na próbie niszczenia guza nowotworowego za pomocą hipertermii oraz stosowania środków homeopatycznych i typowych dla medycyny chińskiej. Na początku 2003 przeszedł zabieg tracheotomii. W późniejszym czasie leczył się u jednego z warszawskich znachorów, który kilka lat po jego śmierci okazał się oszustem. Na początku 2004 Kaczmarski całkowicie stracił głos i kontaktował się jedynie w formie pisemnej. 17 marca 2004 otrzymał nagrodę Fryderyka za całokształt twórczości. Nagrody nie był już w stanie odebrać osobiście. Nad ranem 10 kwietnia 2004 w szpitalu w Gdańsku stracił przytomność. Zmarł tego samego dnia około godziny 18:30. Przed śmiercią został ochrzczony w wyznaniu rzymskokatolickim. 24 kwietnia jego prochy spoczęły w Alei Zasłużonych na Cmentarzu Wojskowym na Powązkach w Warszawie (kwatera C31-tuje-17).
Nagrobek, pierwotnie przedstawiający struny gitary rozpięte między dwiema skałami, został zdewastowany. Autorem przeprojektowania uwzględniającego kradzież strun jest Janusz Kaczmarski, ojciec poety.
Był członkiem Stowarzyszenia Pisarzy Polskich, zasiadał też w Radzie Nadzorczej Stowarzyszenia Pracowników, Współpracowników i Przyjaciół Rozgłośni Polskiej Radia Wolna Europa Imienia Jana Nowaka-Jeziorańskiego w Warszawie.

## Twórczość
Jacek Kaczmarski był przede wszystkim poetą. Napisał ponad 600 wierszy, 5 powieści i dwa libretta. Był także kompozytorem muzyki do swoich wierszy i pieśniarzem – ponad 25 lat wykonywał swoje utwory na scenie. Reprezentował nurt tzw. piosenki autorskiej, czyli w całości stworzonej przez jedną osobę, tak w warstwie tekstowej, muzycznej, jak i wykonawczej.

### Poezja
Jacek Kaczmarski w warstwie formalnej czerpał z klasycznych systemów wersyfikacyjnych oraz podkreślał wyrazistość brzmieniową rymem – stosując te schematy jako element uwidoczniający wymowę i konotacje utworu. Posługiwał się zarówno wierszem sylabotonicznym, gdzie stała liczba sylab i regularność stóp precyzyjnie wyznacza ramy wiersza (np. Włóczędzy), ale też łamał konwencję tam, gdzie nieregularność stanowiła walor semantyczny – dodawała dynamiki i korespondowała z treścią wiersza (np. Kołysanka dla Kleopatry). W niektórych utworach posługiwał się wręcz wierszem wolnym (Zbigniewowi Herbertowi, Tren spadkobierców). W wielu utworach przyjęta konwencja miała za dodatkowe zadanie osadzić wiersz w „cudzej” stylistyce poetyckiej, co najczęściej wiązało się także z wydobyciem najistotniejszych motywów tematycznych i stanowiło rodzaj gry poetyckiej, pastiszu, a niekiedy hołdu poecie. W takiej roli zastosował Kaczmarski m.in. strofę mickiewiczowską, modernistyczną stylistykę Brunona Jasieńskiego, czy charakterystyczną frazę Norwida bądź Herberta.
W swojej poezji wykorzystywał środki stylistyczne, takie jak instrumentacje głoskowe („I bluźnią bliźni, żem ich zbrudził”), personifikacje, metonimie („Polskę zwinął w rulon”), wyzyskiwał podobne brzmienie i dwuznaczność słów, przeciwieństwa. Tworzył też neologizmy („Sodomora”, „lalkolep”) i wykorzystywał barbaryzmy.
Poezję Kaczmarskiego cechuje wielowarstwowa metaforyka. Obok metafor językowych, utartych w obyczaju językowym zwrotów, występują skomplikowane metafory poetyckie. Posługiwał się środkami uwydatniającymi motywacje i zależności językowe np. gry słów, powtórzenia, antymetabole („gryzące pochwały-pochwalne gryzmoły”), paronomazje, figury etymologiczne, homonimy, przekształcenia frazeologiczne i brzmieniowe („szatan ponoć ma dwa końce”). Pojawiały się również w jego twórczości metafory-alegorie i symbole rozciągnięte na cały tekst literacki.

### Muzyka

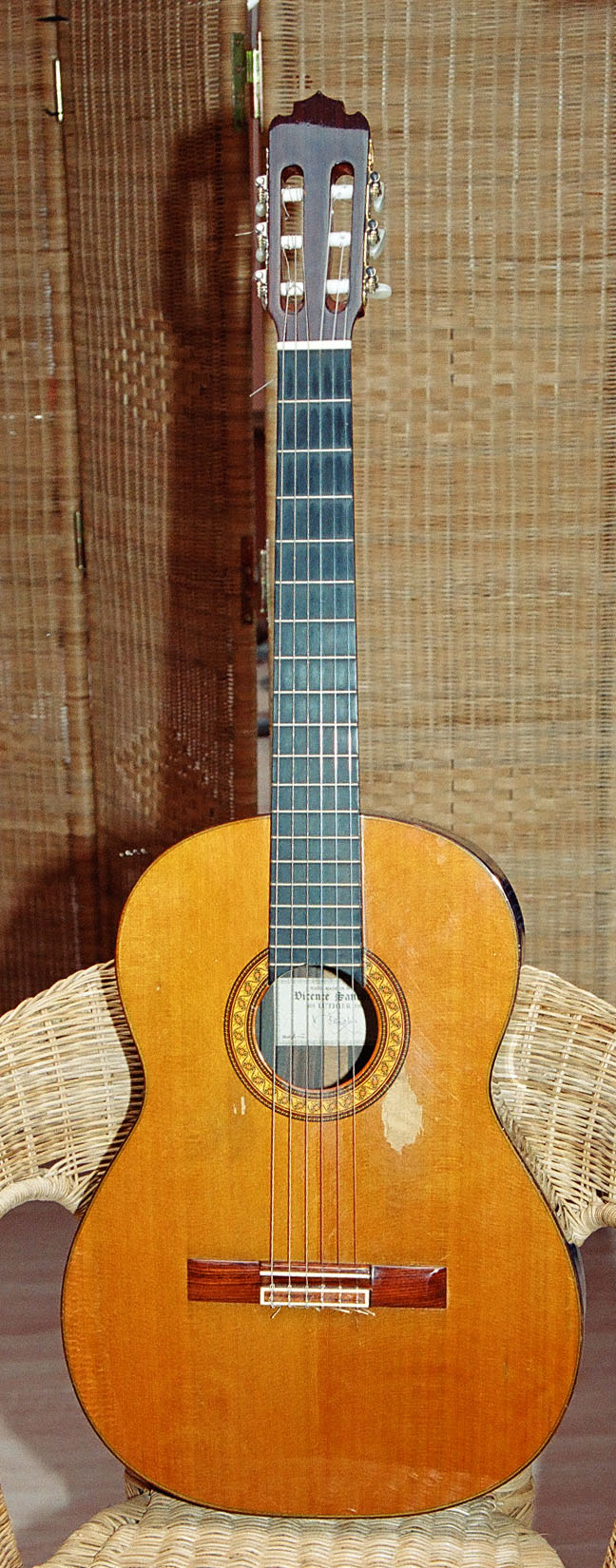
Gitara Jacka Kaczmarskiego

#### Kompozycje
Przewaga ballad o klasycznych rozwiązaniach harmonicznych i rytmicznych.
Kompozycje utrzymują się w klasycznym nurcie. Kaczmarski, za przykładem wcześniejszych śpiewających poetów, czerpał z tradycyjnych wzorów z dala omijając współczesne kierunki muzyczne, chyba że służyło to określonemu celowi poetyckiemu.
„Staram się być wierny jednej zasadzie: komponując muzykę opieram się na wzorcach klasycznych. Nie stosuję standardów jazzowych, bluesowych, rockowych czy popowych. Chyba że ma to czemuś służyć. Ale to zdarza się rzadko”.
W początkowej fazie twórczości słychać było ewidentną fascynację muzyką Włodzimierza Wysockiego wyrażającą się w charakterystycznych „rwanych” akordach (Nie lubię, Manewry) czy zmianach szybkiego tempa (cykl Obław). Później nastąpił rozwój jego stylistyki. Forma utworu zawsze odgrywała rolę służebną wobec tekstu, niejako go ilustrując. Jako przykłady mogą posłużyć utwory jak Somosierra lub cykl Obława, których szaleńcze tempa oddają wrażenie pędu – czy to szarży wojska, czy stada wilków, spokojny Poranek i wręcz knajacki refren Kuglarzy. Wszystkie te chwyty są typowymi przykładami retoryki muzycznej, gdzie muzyka ma służyć lepszemu przyswojeniu przez słuchacza tekstu utworu.
Na wspólnych programach Tria odcisnęła się indywidualność twórcza wszystkich trzech kompozytorów: Przemysław Gintrowski wniósł specyficzny styl kompozycji, o bardzo nośnej melodyce i prostej harmonii, szczególnie pasujący do wykonywanych przez niego wierszy Zbigniewa Herberta, natomiast kompozycje Zbigniewa Łapińskiego charakteryzowało skomplikowanie formalne oraz harmoniczne i bogactwo aranżacji fortepianowych.
Kaczmarski w celu ilustracyjnym często nawiązywał do różnych stylów muzycznych. W jego twórczości solowej oraz w utworach Tria można usłyszeć motywy narodowe:
- rosyjskie (Encore, jeszcze raz..., Czastuszki o pierestrojce)
- ukraińskie (fragment – przytoczony zresztą „ze słuchu” i błędnie zacytowany – ukraińskiej piosenki ludowej w Romansie historiozoficzno-erotycznym o princessie Doni i parobku Ditku ze wstawką etnograficzną)
- stricte polskie (polonez Z pasa słuckiego pożytek, warszawski tzw. folk miejski – estetyka piosenki ulicznej: Karnawał w Victorii)
- hiszpańskie (flamenco Sąd nad Goyą, Zakopywanie głowy, tango Między nami)
- francuskie (walc paryski Pożegnanie Okudżawy, gawot Artyści, oraz melodia karmanioli w Karmanioli)
- amerykańskie (blues Przy ołtarzu baru, zydeco Źródło wszelkiego zła, Postmodernizm)
- japońskie (sposób akompaniamentu w Japońskiej rycinie);

Jednym z rzadkich w twórczości Kaczmarskiego przykładów wykorzystania standardów gatunkowych do ilustracji utworu jest muzyka do Przyśpiewki bylejakiej o europejskości Polaka (konwencja rapowa) i stylizowany na rockową balladę Dylan.
Spotkać można też dosłowne cytaty np.:
- Sarabanda z Suity 11 d–moll G.F.Haendla w Nad spuścizną po przodkach deliberacje
- Ukraina oraz fragment Marsylianki w Rejtan, czyli raport ambasadora
- XIX-wieczna piosenka warszawska W Saskim Ogrodzie przy wodotrysku w zakończeniu Katynia
- rosyjska pieśń wojenna Święta Wojna w zakończeniu Autoportretu Witkacego
- polski hymn narodowy (przekształcenie) w zakończeniu Tradycji.

#### Instrumentarium
W utworach Kaczmarskiego dominowało ograniczone instrumentarium, obejmujące żywe, klasyczne brzmienia instrumentów – gitar oraz fortepianu.
W aranżacjach piosenek Kaczmarskiego usłyszeć można:
- gitarę klasyczną solo – we wszystkich samodzielnych programach Kaczmarskiego
- dwie gitary klasyczne – w niektórych aranżacjach piosenek wykonywanych przez Kaczmarskiego i Gintrowskiego, a także w piosenkach granych wspólnie z Jackiem Majewskim
- gitarę klasyczną i fortepian – w programach tworzonych ze Zbigniewem Łapińskim
- dwie gitary klasyczne, fortepian – w programach tworzonych przez Trio: Kaczmarski, Gintrowski, Łapiński

wyjątkowo, na zasadzie eksperymentu:
- gitarę klasyczną i akustyczną oraz elektroniczne instrumenty klawiszowe – płyta Litania
- fortepian, gitarę basową, kwartet smyczkowy i instrumenty dęte – płyta Szukamy Stajenki
- gitary klasyczne, kontrabas, instrumenty dęte, akordeon – płyta Między nami

#### Technika gry na gitarze
Jacek Kaczmarski trzymał gitarę odwrotnie niż większość gitarzystów: struny szarpane lub uderzane były palcami lewej ręki, zaś struny na gryfie przyciskały palce dłoni prawej; ułożenie strun pozostawiał jednak niezmienione. Pozwalało mu to łatwiej osiągać niektóre rozwiązania brzmieniowe niż w przypadku gitary trzymanej w sposób klasyczny.
Rzekoma leworęczność Jacka Kaczmarskiego
Dość powszechnie uważa się, że Jacek Kaczmarski był leworęczny. Przeświadczenie takie wynika zapewne z odwrotnego trzymania przez niego gitary, był on jednak praworęczny. Wątpliwości rozwiewa sam poeta w wywiadzie:
„– Nie jest trudno zauważyć, że grasz na gitarze lewą ręką, chociaż ułożenie strun jest typowe dla gitarzysty praworęcznego. Jednak autografy rozdajesz ręką prawą. Czy to znaczy, że jesteś oburęczny?
– Rzeczywiście, równomiernie mam rozwinięte obie ręce. Jeśli chodzi o grę na gitarze lewą ręką to wynika ona z mojej niewiedzy, zwykłej ignorancji. Od samego początku grałem odwrotnie nie wiedząc, iż można się tak posługiwać tym instrumentem tylko wystarczy zmienić kolejność strun. Zanim się jednak zorientowałem, umiałem się już całkiem nieźle poruszać na kilku akordach. Potem, dla żartów, nauczyłem się grać prawostronnie kilku funkcji po to, aby podczas koncertów trochę się zabawić: raz grać lewą, a raz prawą ręką. Następnie, gdy już moja twórczość zaczęła się krystalizować dostrzegłem, iż trzymanie na odwrót daje mi pewną przewagę nad praworęcznymi. Przede wszystkim inaczej brzmią akordy oraz pochody basowe, które w razie potrzeby imitują gitarę basową, tym bardziej że gram je palcami: wskazującym i środkowym”.

### Proza
Proza Jacka Kaczmarskiego to powieści obyczajowe, z wyraźnym wątkiem autobiograficznym, a niekiedy elementami political fiction. Pierwsza powieść Autoportret z kanalią jest przewrotnym rozliczeniem z mitem barda Solidarności. W powieści autor nie tylko nie oszczędza siebie samego, ale również środowiska solidarnościowego i polskiej emigracji, co przyczyniło się do utrwalenia jego obrazu jako twórcy niepokornego, dla którego nie istnieją tematy tabu.
W kolejnej powieści Plaża dla psów, autor ukazuje codzienne życie na końcu świata – w Australii. Oczyma głównego bohatera spogląda na tych, którzy na nowym kontynencie próbują sobie poukładać życie. Autor polemizuje z postawioną przez jednego z bohaterów powieści tezą, że tak naprawdę „potrzebne jest do szczęścia czyste niebo, zdrowe jedzenie i kochająca kobieta”, komentując to następująco: „Więc tak się wydaje większości ludzi, którzy się tam osiedlają i ta powieść jest między innymi o tym właśnie, że niestety nie. Każdy przyjeżdżający z zewnątrz (w tej książce jest wielu emigrantów z różnych stron świata) szuka właśnie tej prostej recepty na szczęście. A tymczasem przywozi ze sobą swoją własną klaustrofobię, swoją przeszłość, z którą się nie pogodził, swoje indywidualne słabości, lęki i tym zatruwa życie sobie i najbliższym, doprowadzając do tragedii”.
Kaczmarski napisał również książkę o pracy w Radiu Wolna Europa (Napój Ananków), która posiada element fantastyki. Opowiada ona o narodzie Ananków, o ich historii i mitologicznej wizji stworzenia świata. Akcja powieści natomiast dzieje się w Monachium.
Kolejną satyrą społeczno-polityczną z zawartym wątkiem autobiografii było – O aniołach innym razem. Powieść różni się od reszty tym, że nie operuje głównie obrazem, ale słowem. Opowiada o różnych typach ludzi których drogi skrzyżowały się w klinice odwykowej. Ponowne spotkanie miało miejsce w Polsce po transformacji, gdzie byli witani jak bohaterowie (bo byli emigrantami). W ojczyźnie prowadzą działalność polityczną, charytatywną i gospodarczą, jednak szybko zostają „zmieszani z błotem”. Padło wtedy stwierdzenie: „Polityk to gnój! Ale w naszym kraju, bądź co bądź rolniczym, zdaje się, że potrzeba dużo tego gnoju, żeby coś wyrosło”. Bohaterowie pod koniec powieści wyjeżdżają z kraju, by zapomnieć o problemach i cieszyć się wolnością na jachcie, wtedy na pytanie bohaterki („Czy wrócicie do ojczyzny?”) autor odpowiada sam sobie: „Panie Jacku, pan sam powinien wiedzieć najlepiej, że po tylu latach nie wraca się do ojczyzny, tylko przyjeżdża”.
Wraz ze swoją córką Patrycją Volny, stworzył opowieść dla dzieci Życie do góry nogami, traktującą o codzienności australijskiej widzianej oczami dziecka wychowanego w Europie.

### Programy
Program – w sensie, w jakim używał tego pojęcia Kaczmarski – to cykl piosenek pomyślanych i zaplanowanych jako zamknięta całość, którego sens wykracza poza prostą sumę treści poszczególnych utworów. Zawsze jednak część utworów funkcjonowała w świadomości słuchaczy w oderwaniu od całości (Kochanowski, Niech..., Warchoł itp.). Były i takie utwory, które w programie należały do kluczowych, ale funkcjonowały wyłącznie w jego kontekście (Epitafium dla Sowizdrzała, Rokosz, Powrót z Syberii, Dęby itp.).
Tym, co spinało program w jedność, była myśl przewodnia – mniej lub bardziej bezpośrednio przedstawiona:
- Sarmatia – nawiązywała do Polski szlacheckiej i wywodzących się z tego okresu współczesnych przywar narodowych
- Muzeum – opisywał kilkanaście obrazów polskiego malarstwa historycznego z ostatnich 200 lat historii (wyjątek stanowią Osły i ludzie)
- Pochwała łotrostwa jest pierwszym przykładem programu nie posiadającego jednoznacznego tematu.

Sam autor nie popierał idei podnoszenia do rangi programów cyklów piosenek, które z tych czy innych względów znalazły się na kasetach, ale w założeniu programami nie były. Uznawał za programy wyłącznie te cykle, które były przez niego pomyślane jako zamknięte całości, a więc: Mury, Raj, Muzeum, Mój zodiak, Notatnik australijski, Skruchy i erotyki dla Ewy, Wojna postu z karnawałem, Sarmatia, Szukamy stajenki, Pochwała łotrostwa, Między nami, Dwie skały, Mimochodem. Z drugiej strony – samo wydanie danego zbioru piosenek było wydarzeniem artystycznym, a co za tym idzie – funkcjonowały one w świadomości słuchaczy jako całość.

### Najbardziej znane utwory
- Obława
- Nasza klasa
- Źródło
- Zbroja
- Kantyczka z lotu ptaka
- Epitafium dla Włodzimierza Wysockiego

W dorobku Jacka Kaczmarskiego znajduje się kilka „epitafiów” poświęconych twórcom. Epitafium dla Włodzimierza Wysockiego zajmuje miejsce szczególne, zarówno ze względu na wpływ, jaki Wysocki wywarł na twórczość Kaczmarskiego, jak i ze względu na kunsztowną formę i uniwersalizm poruszanych tematów, dla których postać bohatera epitafium jest jedynie pretekstem.
- Mury

Pieśń – symbol. Inspirowana piosenką Lluísa Llacha, L’estaca (Pal), do której melodii Jacek Kaczmarski napisał wiersz Mury. Piosenka stała się hymnem „Solidarności” i symbolem walki z reżimem, roli poety („śpiewał, że czas by runął mur... oni śpiewali wraz z nim”) mimo gorzkiej, paradoksalnej wymowy ostatniej zwrotki, powszechnie pomijanej przez odbiorców („A mury rosną, łańcuch kołysze się u nóg”). Piosenka opowiada o niezrozumieniu artysty (Llacha) przez ludzi – paradoksalnie tak właśnie się stało z tą piosenką, gdyż często uważa się ją błędnie za antyreżimowy protest-song.

## Droga twórcza

### Mistrzowie

#### Włodzimierz Wysocki
Fascynacja Wysockim wyrażała się w tłumaczeniach jego piosenek, parafrazach i nawiązaniach, a także naśladowaniem ekspresji wokalnej i swoistym ukształtowaniem światopoglądu artystycznego.
„Po spotkaniu z Wysockim w 1974 roku zrozumiałem, że piosenka nie jest jedynie umiejętnością napisania tekstu i skomponowania muzyki. Może być sposobem wyrażania najgłębszych, najbardziej podstawowych treści. [...] Myślę, że wszystko, co pisałem w latach 1974–1978, było pod wpływem Wysockiego, zarówno w materii poetyckiej, jak i w sposobie wykonania”.
Piosenki napisane według Wysockiego:
- Ze sceny (1977, według Песня певца у микрофона)
- Nie lubię (1976, według Я не люблю)
- Obława, Obława II (1974 i 1983, według Охота на волков, Охота с вертолетов)
- Czołg (1987, zainspirowany pomysłem Wysockiego odnotowanym w jego dzienniku)
- Linoskoczek (1982, inspirowany pieśnią Канатоходец, dedykowany Wysockiemu)
- Koń wyścigowy (1987, według Бег иноходца)
- Epitafium dla Włodzimierza Wysockiego. Dwa wolniejsze fragmenty są wariacją na temat piosenki tegoż – Баньку по-белому, przy zachowaniu oryginalnej melodii

Tłumaczenia z Wysockiego:
- Cios w cios (1974)
- Pada ciemność (1974)
- Wydarzenie w knajpie (1976)
- Siedzimy tu przez nieporozumienie (1973)
- Cud (1977)
- Piosenka o radości życia (1977)
- Góry (1974)
- Statki (1974)

#### Bob Dylan
Jacek Kaczmarski był zafascynowany dokonaniami muzycznymi Boba Dylana z wczesnego okresu jego twórczości. Dokonywał tłumaczeń jego utworów, niektóre z nich doczekały się nagrania. Występ Boba Dylana zamykający koncert na rzecz ludzi głodujących w Etiopii, podczas którego artysta miał wystąpić pod wyraźnym wpływem środków psychoaktywnych, skłonił Kaczmarskiego do napisania utworu znanego jako Bob Dylan bądź Epitafium dla Boba Dylana.
Tłumaczenia z Dylana:
- Ja nim nie będę (1974)
- Ciężki deszcz (1972)

Pozostali:
- Bułat Okudżawa
- Georges Brassens
- Andrés Segovia

## Inspiracje

### Literackie
Jacek Kaczmarski obficie korzystał ze skarbnicy literatury polskiej i światowej, czerpiąc z niej inspirację, traktując jako podstawę do gry z czytelnikiem, a czasem przenosząc na grunt polski twórczość innych poetów w tłumaczeniach i parafrazach. Nawiązywał do stylistyki innych poetów, do motywów funkcjonujących w dziełach literatury. Inkrustował swoje teksty cytatami z dzieł literackich (np. O wojnie galijskiej Juliusza Cezara), dokumentów historycznych, czy tekstów kultury – np. kolęd.

### Malarskie
| Wiersz                                                    | Data | Obraz | Autor                                                                          | Data      | Technika                           | Lokalizacja                                          |
| --------------------------------------------------------- | ---- | --- | ------------------------------------------------------------------------------ | --------- | ---------------------------------- | ---------------------------------------------------- |
| Alegoria malarstwa                                        | 2003 | Alegoria malarstwa (a. W pracowni artysty, Sztuka Malarska) | Johannes Vermeer van Delft                                                     | 1662–1665 | olej na płótnie                    | Austria, Wiedeń, KHM                                 |
| Ambasadorowie                                             | 1987 | Ambasadorowie | Hans Holbein                                                                   | 1533      | olej na płótnie                    | Wielka Brytania, Londyn, National Gallery            |
| Arka Noego                                                | 2003 | Arrasy Wawelskie: Rozmowa Noego z Bogiem, Budowa arki Noego, Wejście zwierząt do arki, Zesłanie potopu                                                               | warsztaty Willema i Jana de Kempeneera, Jana van Tieghema i Nicolasa Leyniersa | 1550–1560 | arras                              | Polska, Kraków, Wawel                                |
| Astrolog                                                  | 2003 | Doktor Faust | Rembrandt Harmenszoon van Rijn                                                 | 1651      | akwatinta, sucha igła              | Holandia, Amsterdam, Rijksmuseum                     |
| Autoportret Witkacego                                     | 1980 | Autoportret | Stanisław Ignacy Witkiewicz                                                    | 1939      | pastele                            | Polska, Katowice, Muzeum Sląskie                     |
| Bar w Folies-Bergére                                      | 1978 | Bar w Folies-Bergère | Édouard Manet                                                                  | 1882      | olej na płótnie                    | Wielka Brytania, Londyn, Courtauld Gallery           |
| Birkenau                                                  | 1981 | Birkenau | Jerzy Krawczyk                                                                 | 1961      | olej na płótnie                    | Polska, Warszawa, MN                                 |
| Czerwony autobus                                          | 1981 | Autobus (Czerwony autobus) | Bronisław Wojciech Linke                                                       | 1959–1961 | olej na płótnie                    | Polska, Warszawa, MN                                 |
| Czytająca list                                            | 1992 | Kobieta w błękitnej sukni | Johannes Vermeer van Delft                                                     | 1662–1665 | olej na płótnie                    | Holandia, Amsterdam, Rijksmuseum                     |
| Dali                                                      | 1978 | Uporczywość pamięci, Miękka konstrukcja z gotowaną fasolką – przeczucie wojny domowej, Widmo seksapilu, Geopolityczne dziecko obserwujące narodziny Nowego Człowieka | Salvador Dalí                                                                  | 1931–1943 | olej na płótnie                    |                                                      |
| Dawid                                                     | 1979 | Dawid | Michał Anioł                                                                   | 1504      | rzeźba w marmurze                  | Włochy, Florencja, Galleria dell’Accademia           |
| Encore, jeszcze raz                                       | 1977 | Encore, jeszcze, encore! | Paweł Fiedotow                                                                 | 1851–1852 | olej na płótnie                    | Rosja, Moskwa, Galeria Tretiakowska                  |
| Kanapka z człowiekiem                                     | 1977 | Kanibalizm (Kanapka z człowiekiem) | Bronisław Wojciech Linke                                                       | 1951      | olej na płótnie                    | Polska, Warszawa, MN                                 |
| Karzeł                                                    | 1982 | Portret błazna Diego de Acedo, zw. El. Primo | Diego Velázquez                                                                |           | olej na płótnie                    | Hiszpania, Madryt, Muzeum Prado                      |
| Kobieta trzymająca wagę (ok. 1664)                        | 2003 | Ważąca perły (Kobieta z wagą) | Johannes Vermeer van Delft                                                     | 1664      | olej na płótnie                    | USA, Waszyngton, National Gallery of Art             |
| Kredka Kramsztyka                                         | 1993 | Rodzina w getcie | Roman Kramsztyk                                                                | 1942      | rysunek                            |                                                      |
| Krzyk                                                     | 1978 | Krzyk | Edvard Munch                                                                   | 1893      | Olej, tempera i pastel na kartonie | Norwegia, Oslo, Galeria Narodowa                     |
| Książę                                                    | 1979 | Książę | Paul Klee                                                                      |           |                                    |                                                      |
| Lekcja anatomii doktora Tulpa                             | 1992 | Lekcja anatomii doktora Tulpa | Rembrandt Harmenszoon van Rijn                                                 | 1632      | olej na płótnie                    | Holandia, Haga, Mauritshuis                          |
| List miłosny                                              | 2003 | List miłosny | Johannes Vermeer van Delft                                                     | 1665–1670 | olej na płótnie                    | Holandia, Amsterdam, Rijksmuseum                     |
| Mistrz Hieronimus van Aeken z Hertogenbosch zwany Boschem | 1977 | Ogród ziemskich rozkoszy | Hieronim Bosch                                                                 | 1480–1490 | olej na desce, tryptyk             | Hiszpania, Madryt, Prado                             |
| Młody Bachus                                              | 1978 | Bachus | Michelangelo Merisi da Caravaggio                                              | 1596      | olej na płótnie                    | Włochy, Florencja, Uffizi                            |
| Nokturn z niespodzianką                                   | 2003 | Satyr i śpiąca kobieta | Pablo Picasso                                                                  |           |                                    | Wielka Brytania, Londyn, Tate                        |
| Okładający się kijami                                     | 2000 | Walka na kije | Francisco Goya                                                                 | 1821–1823 | fresk                              | Hiszpania, Madryt, Muzeum Prado                      |
| Osły i ludzie                                             | 1980 | Kaprysy: 42. Ty, który nie możesz; 38. Bravissimo | Francisco Goya                                                                 | 1797–1798 | Akwatinta                          |                                                      |
| Pejzaż z szubienicą                                       | 1978 | Pejzaż z szubienicą | Pieter Bruegel                                                                 | 1568      | Olej na drewnie                    | Niemcy, Darmstadt, Hessisches Landesmuseum Darmstadt |
| Przepowiednia Jana Chrzciciela                            | 2001 | Kazanie św. Jana Chrzciciela | Pieter Bruegel                                                                 | 1566      | Olej na drewnie                    | Muzeum Sztuk Pięknych w Budapeszcie                  |
| Siedem grzechów głównych                                  | 1991 | Rycerz, śmierć i diabeł | Albrecht Dürer                                                                 | 1513      | Grafika                            | Holandia, Rotterdam, Museum Boijmans Van Beuningen   |
| Siedem grzechów głównych                                  | 1991 | Bitwa Aleksandra Wielkiego z Dariuszem III pod Issos | Albrecht Altdorfer                                                             | 1528–1529 | Olej na drewnie                    | Niemcy, Monachium, Stara Pinakoteka                  |
| Pikieta powstańcza                                        | 1980 | Patrol powstańczy | Maksymilian Gierymski                                                          | 1873      | Olej na Płótnie                    | Polska, Warszawa, Muzeum Narodowe w Warszawie        |

- Ambasadorowie (Hans Holbein)
„Patrzą przed siebie śmiało, pewni swoich racji,
Wszak dyplomacja włada wszystkim dziś – co żyje,
A oni – kwiat szesnastowiecznej dyplomacji!”
– Ambasadorowie
- Pejzaż z upadkiem Ikara (Pieter Bruegel starszy)
„Porażone nieba skalą
Morze cierpnie gęsią skórką...
Z migotliwą znika falą
Z kroplą wosku martwe piórko.”
– Upadek Ikara
- Rejtan (Jan Matejko)
„Koszulę z piersi zdarł, zupełnie jak w teatrze,
Polacy – czuły naród – dali nabrać się:
Niektórzy w krzyk, że już nie mogą na to patrzeć,
Inni zdobyli się na litościwą łzę.”
– Rejtan, czyli raport ambasadora
- Wigilia na Syberii (Jacek Malczewski)
„Talerz podstawiam by nie uronić
Tego czym życie się słodzi
Inny w talerzu pustym twarz schronił
Bóg się nam jutro urodzi.”
– Wigilia na Syberii
- Rycerz, śmierć i diabeł (Albrecht Dürer)
„Tak zbrojni w moce, na które nie ma lekarstwa
Będziemy nadal stawiać i zwalać mocarstwa.”
– Siedem grzechów głównych
- Wiosna roku 1905 (Stanisław Masłowski)
„Pusta ulica pachnie deszczem
W drzewach jasny puszy się liść
W mokrym powietrzu ciągle jeszcze
Krąży kozacki gwizd!”
– Wiosna 1905
- Grający w karty (Michelangelo Merisi da Caravaggio)
„Jeśli siadasz przy tym stole zważ,
że światło nie najlepsze
A partnerzy w każdym razie przypadkowi.
[...]
Swoje zapasowe asy trzymaj długo blisko nerek
Póki nie zostanie ci już nic innego.”
– Szulerzy
- Lekcja anatomii doktora Tulpa (Rembrandt)
„Leży przed wami – wydany na nasz wzrok
Trupia zagadka, nieruchomy bramin
I patrzy jaszczurzymi powiekami
Na siedem zdumień na widok jego zwłok,
Na nasze ruchy, na chciwy gest i krok,
Karki w koronkach, kaftany z wyłogami.”
– Lekcja anatomii doktora Tulpa
- Ślepcy (Pieter Bruegel starszy)
„Potykam się, więc ręce w przód, do góry twarz, w dół lecę!
O, ciemny boże mego życia, miej mnie w swej opiece!
Nie puścić kija! Paść na wznak! Plecami na kamienie!
To tylko rów, przydrożny rów, już po przerażeniu...”
– Przypowieść o ślepcach
- Walka karnawału z postem (Pieter Bruegel starszy)
„Dosiadł stulitrowej beczki kapral kawalarzy
Kałdun – tarczą, hełmem – rechot na rozlanej twarzy.
Zatknął na swej kopii upieczony łeb prosięcia,
Będzie żarcie, będzie picie, będzie łup do wzięcia”
– Wojna postu z karnawałem
- Bar w Folies-Bergère (Édouard Manet)
„Na co patrzysz madonno bufetu
Znad ołtarza kielichów i flach
Czy oślepia cię światło kinkietów
Czy przenika ten sam co mnie strach”
– Bar w Folies-Bergère

Ambasadorowie (Hans Holbein) „Patrzą przed siebie śmiało, pewni swoich racji, Wszak dyplomacja włada wszystkim dziś – co żyje, A oni – kwiat szesnastowiecznej dyplomacji!” – Ambasadorowie
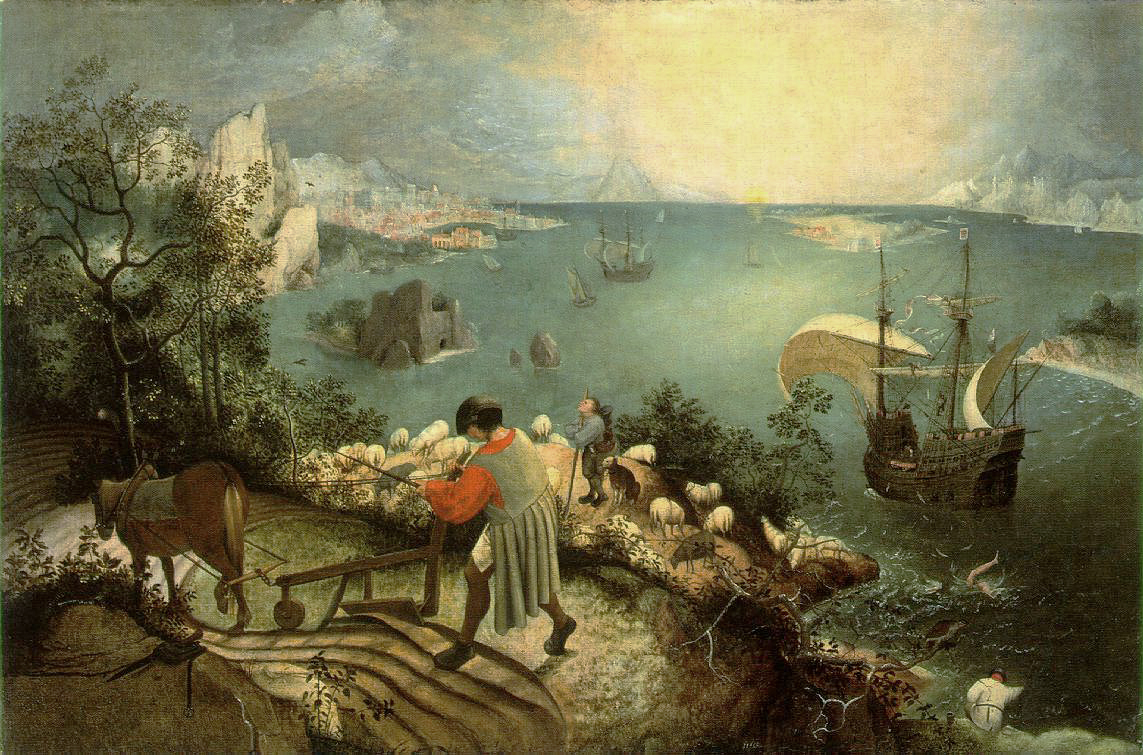
Pejzaż z upadkiem Ikara (Pieter Bruegel starszy) „Porażone nieba skalą Morze cierpnie gęsią skórką... Z migotliwą znika falą Z kroplą wosku martwe piórko.” – Upadek Ikara
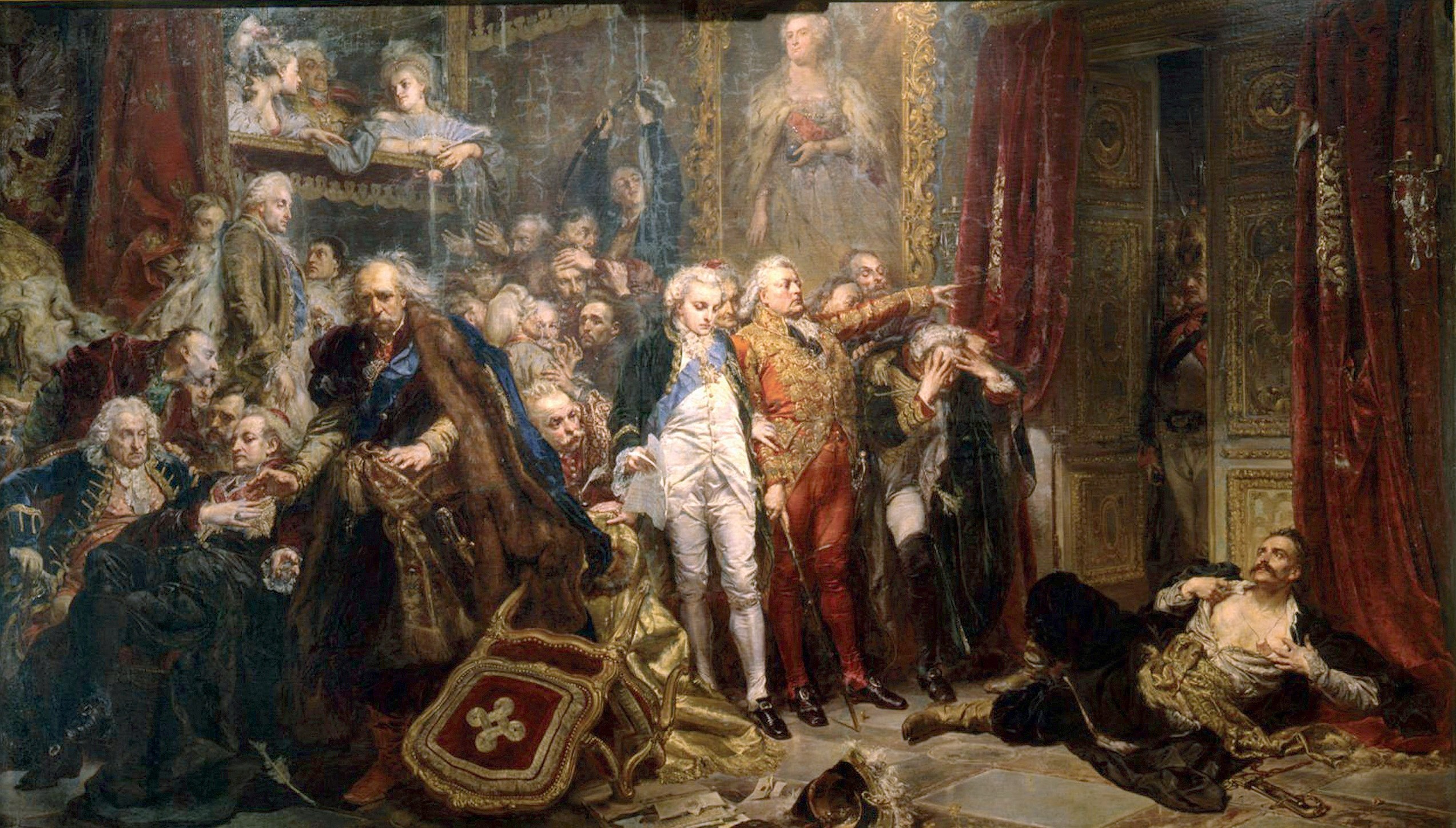
Rejtan (Jan Matejko) „Koszulę z piersi zdarł, zupełnie jak w teatrze, Polacy – czuły naród – dali nabrać się: Niektórzy w krzyk, że już nie mogą na to patrzeć, Inni zdobyli się na litościwą łzę.” – Rejtan, czyli raport ambasadora
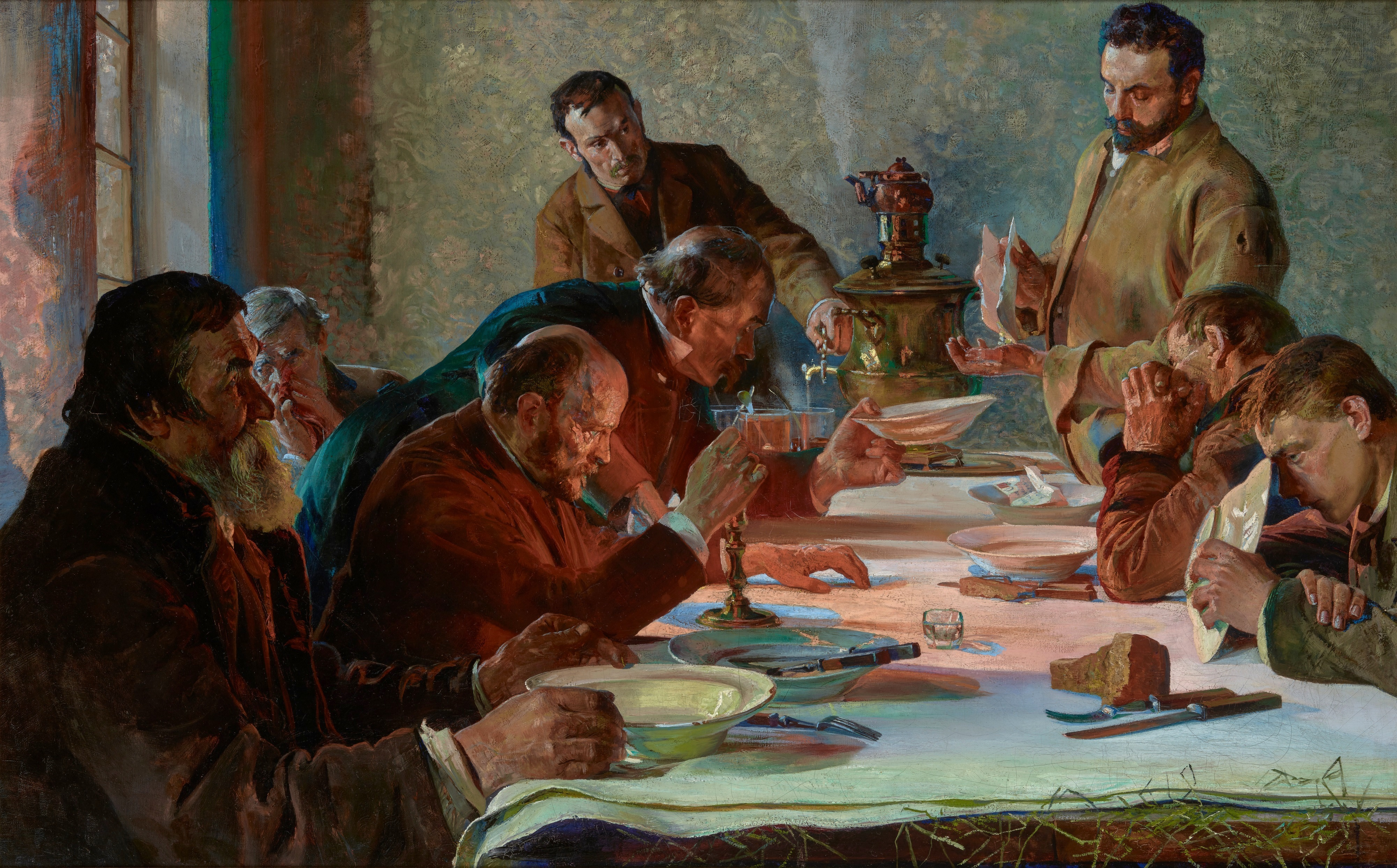
Wigilia na Syberii (Jacek Malczewski) „Talerz podstawiam by nie uronić Tego czym życie się słodzi Inny w talerzu pustym twarz schronił Bóg się nam jutro urodzi.” – Wigilia na Syberii
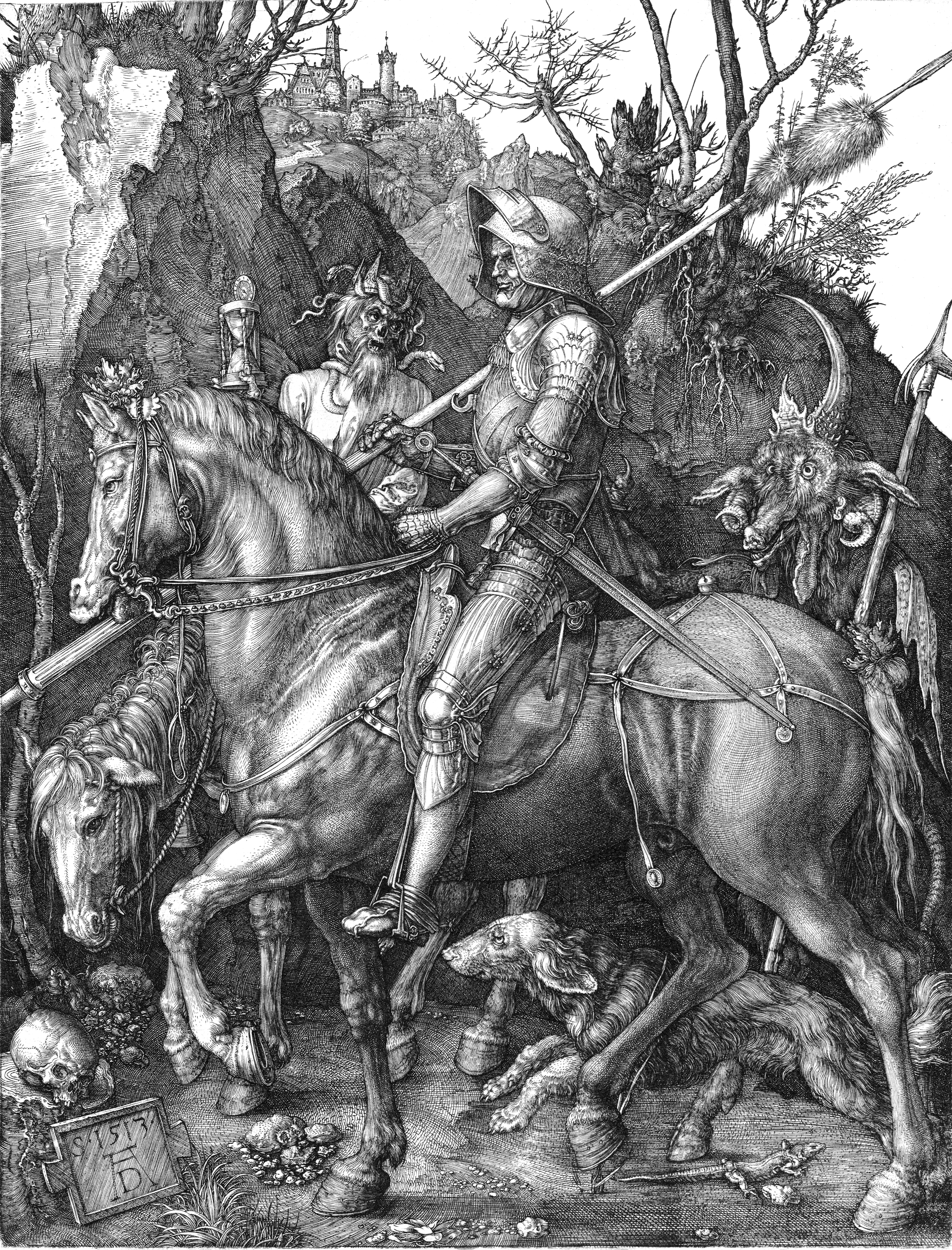
Rycerz, śmierć i diabeł (Albrecht Dürer) „Tak zbrojni w moce, na które nie ma lekarstwa Będziemy nadal stawiać i zwalać mocarstwa.” – Siedem grzechów głównych
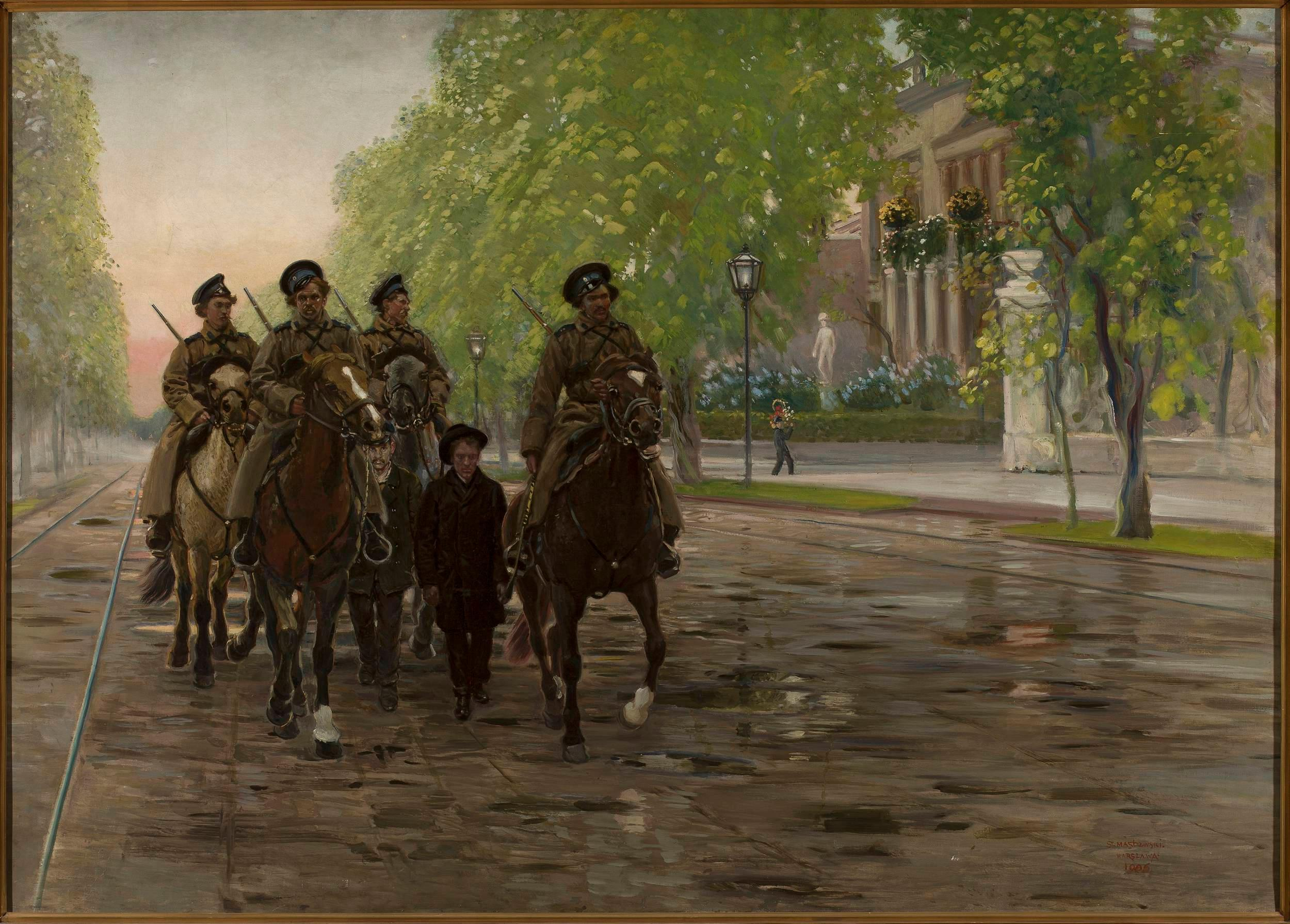
Wiosna roku 1905 (Stanisław Masłowski) „Pusta ulica pachnie deszczem W drzewach jasny puszy się liść W mokrym powietrzu ciągle jeszcze Krąży kozacki gwizd!” – Wiosna 1905
Grający w karty (Michelangelo Merisi da Caravaggio) „Jeśli siadasz przy tym stole zważ, że światło nie najlepsze A partnerzy w każdym razie przypadkowi. [...] Swoje zapasowe asy trzymaj długo blisko nerek Póki nie zostanie ci już nic innego.” – Szulerzy
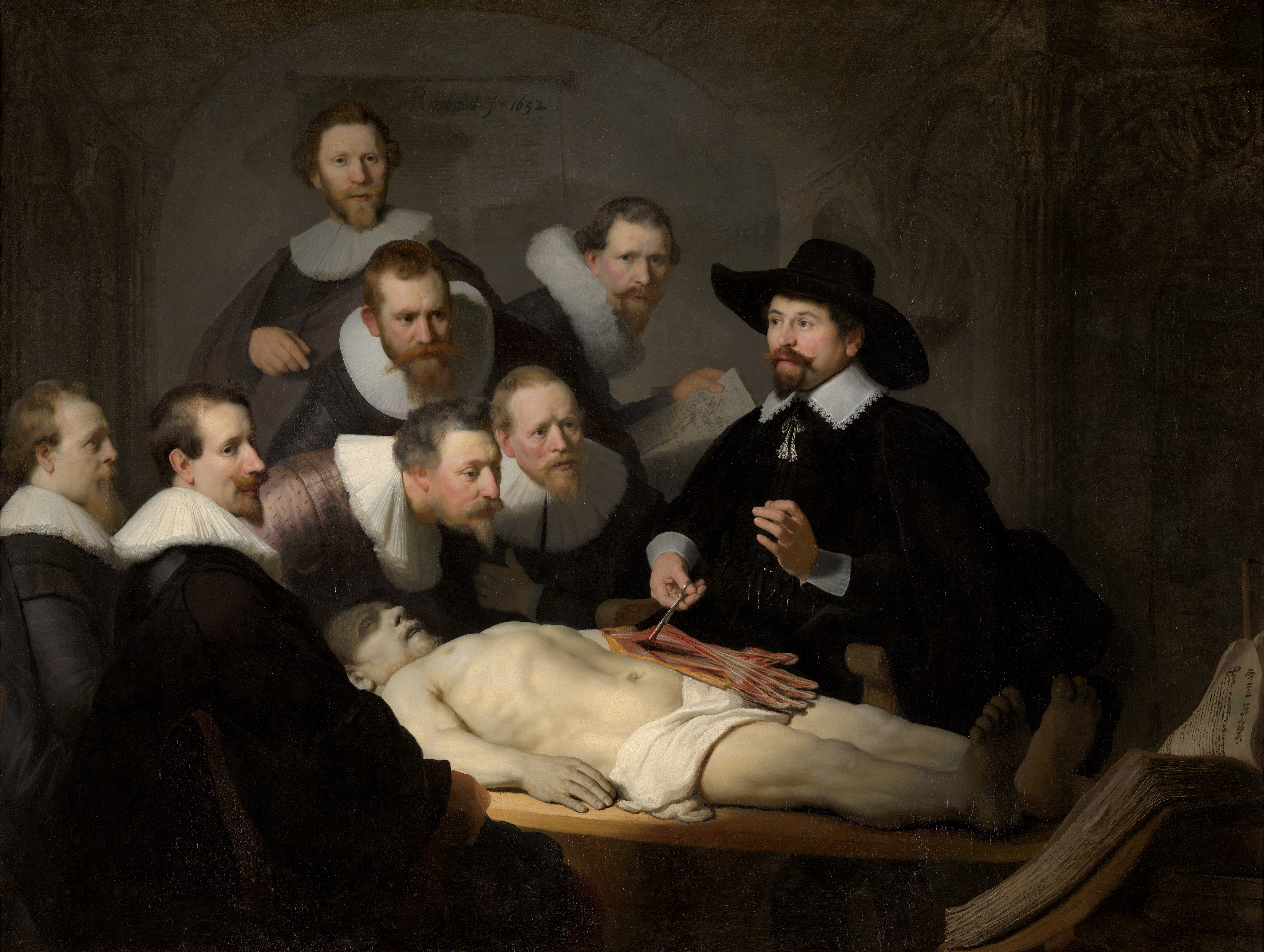
Lekcja anatomii doktora Tulpa (Rembrandt) „Leży przed wami – wydany na nasz wzrok Trupia zagadka, nieruchomy bramin I patrzy jaszczurzymi powiekami Na siedem zdumień na widok jego zwłok, Na nasze ruchy, na chciwy gest i krok, Karki w koronkach, kaftany z wyłogami.” – Lekcja anatomii doktora Tulpa
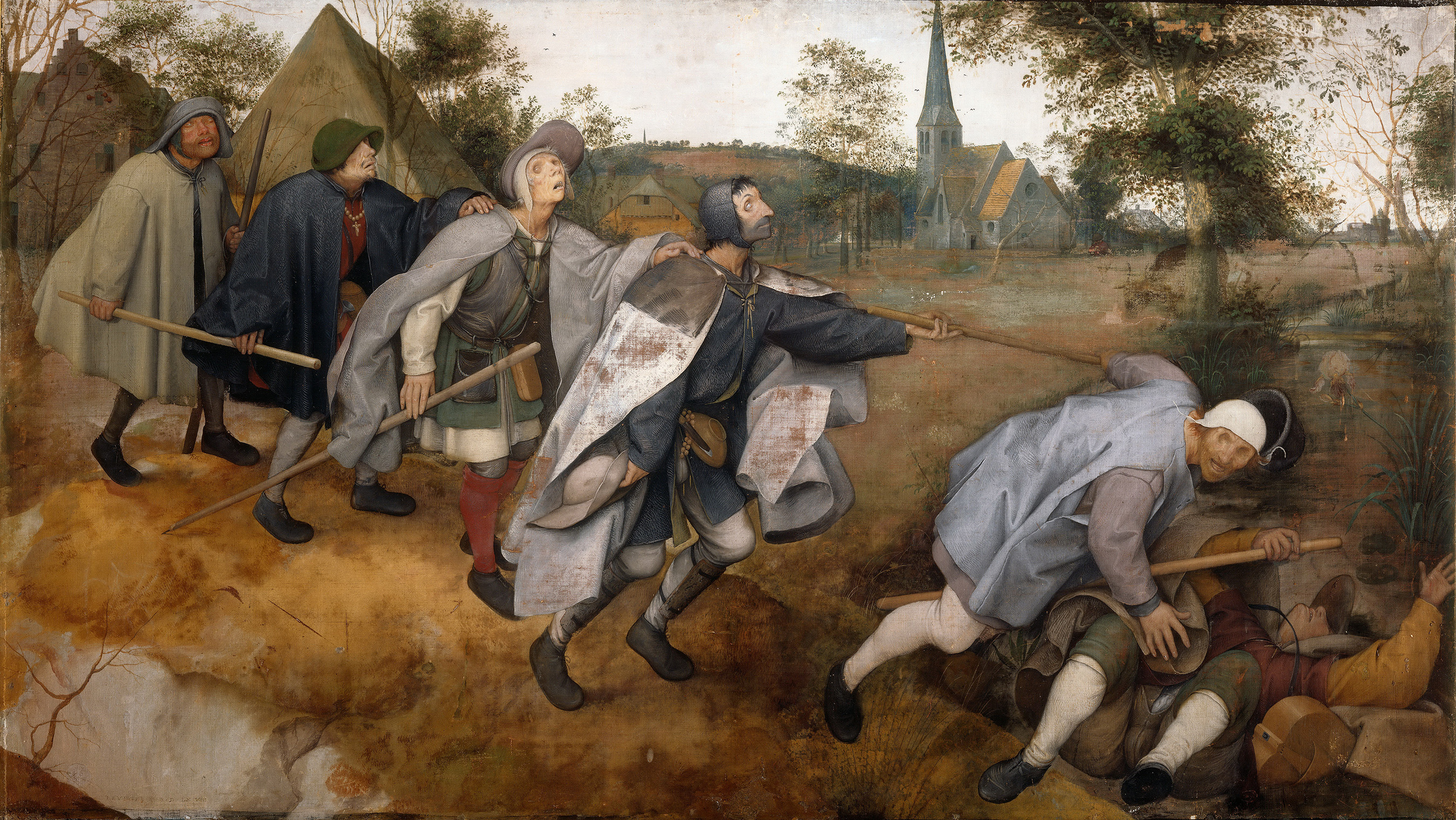
Ślepcy (Pieter Bruegel starszy) „Potykam się, więc ręce w przód, do góry twarz, w dół lecę! O, ciemny boże mego życia, miej mnie w swej opiece! Nie puścić kija! Paść na wznak! Plecami na kamienie! To tylko rów, przydrożny rów, już po przerażeniu...” – Przypowieść o ślepcach
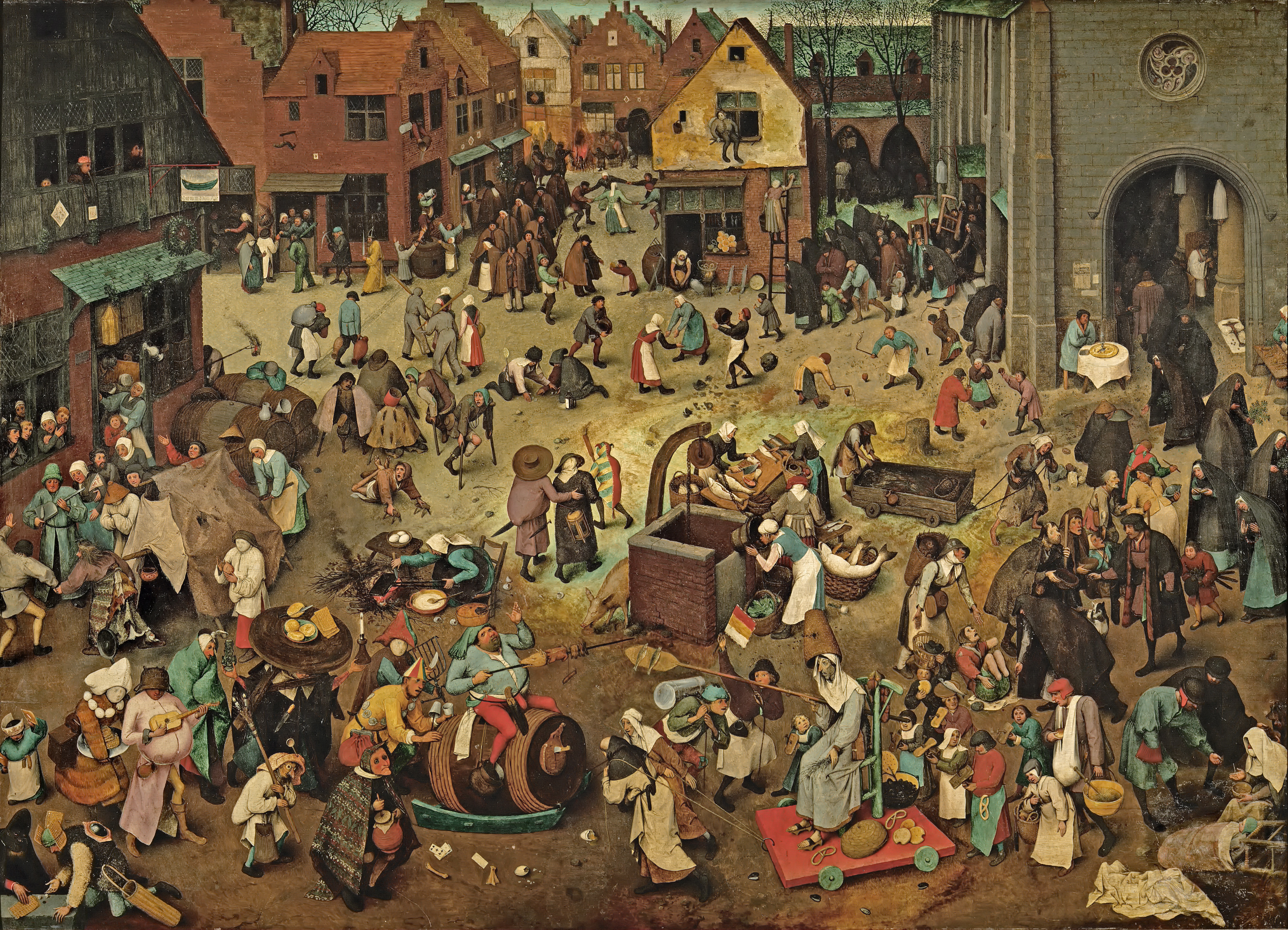
Walka karnawału z postem (Pieter Bruegel starszy) „Dosiadł stulitrowej beczki kapral kawalarzy Kałdun – tarczą, hełmem – rechot na rozlanej twarzy. Zatknął na swej kopii upieczony łeb prosięcia, Będzie żarcie, będzie picie, będzie łup do wzięcia” – Wojna postu z karnawałem
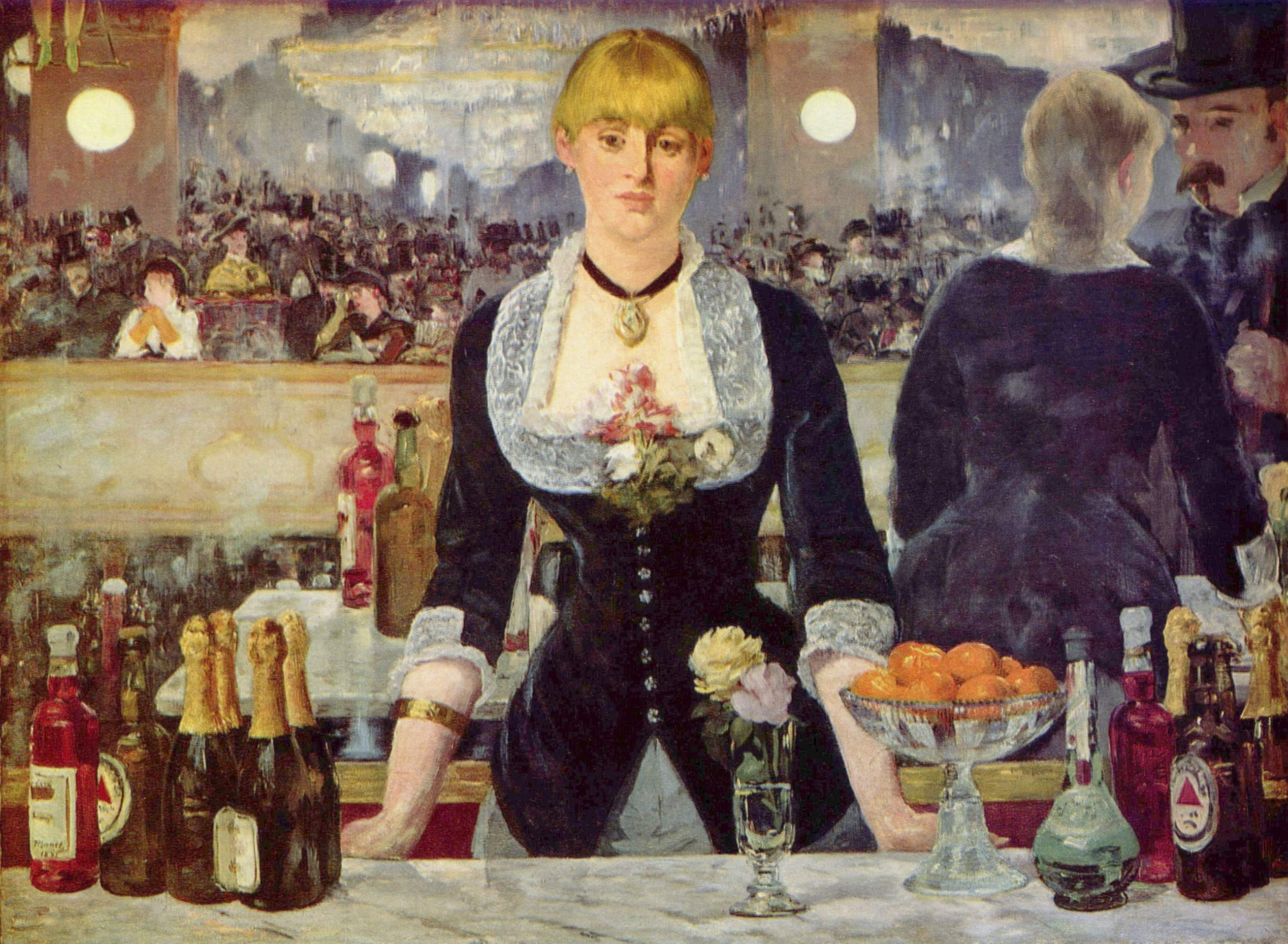
Bar w Folies-Bergère (Édouard Manet) „Na co patrzysz madonno bufetu Znad ołtarza kielichów i flach Czy oślepia cię światło kinkietów Czy przenika ten sam co mnie strach” – Bar w Folies-Bergère
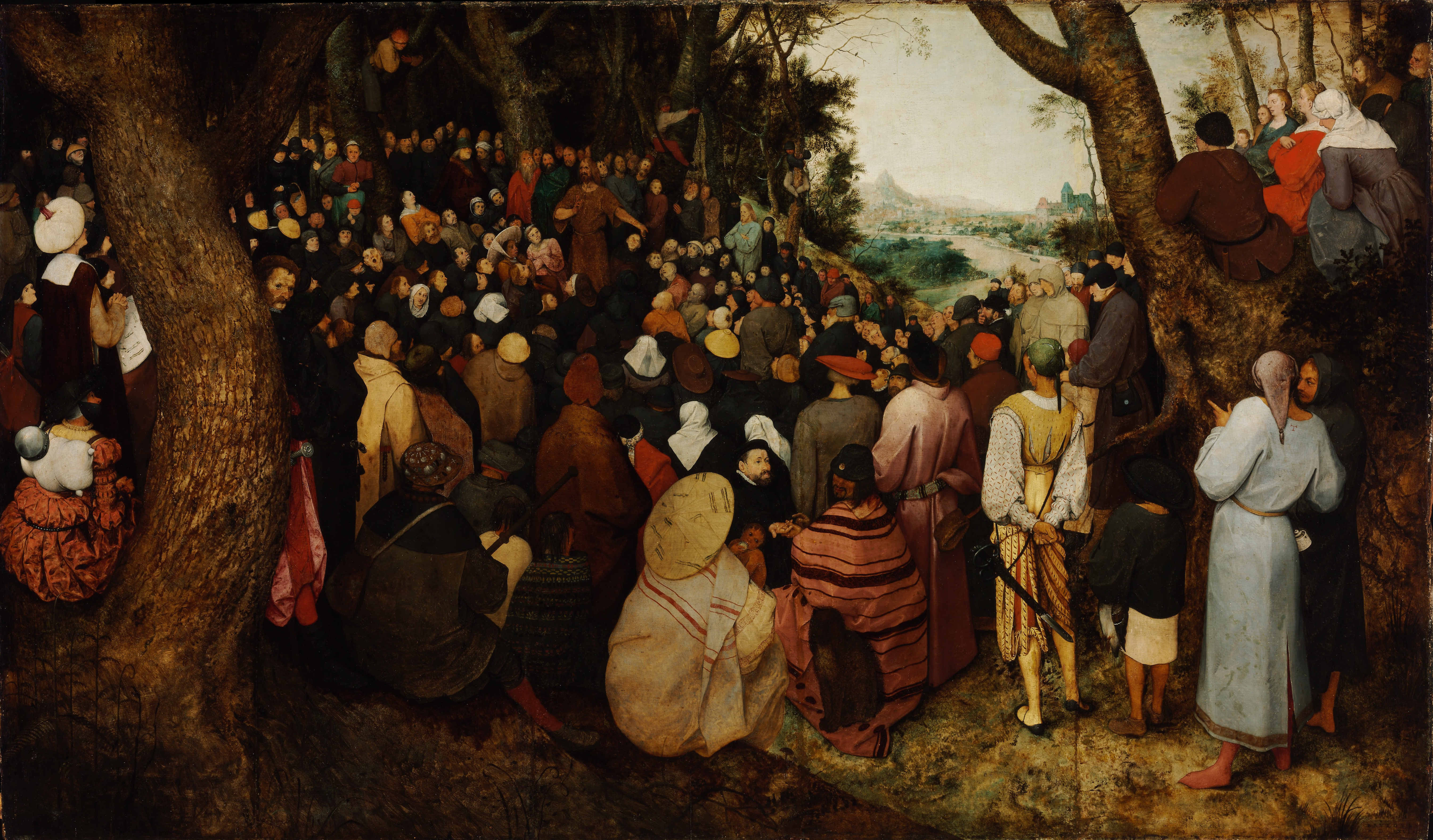
Kazanie św. Jana Chrzciciela (Pieter Bruegel (starszy)) „Miasto, katedra, mur – daleko; Na wzgórzu stary las nad miastem. Nad uchodzącą w niebo rzeką, W półmroku barwną skrył hałastrę”  – Przepowiednia Jana Chrzciciela

### Filmowe
W twórczości Kaczmarskiego znalazło się również miejsce na odwołania do filmów:
- Rublow, Stalker i Ofiara odwołują się do dzieł Andrieja Tarkowskiego,
- Kuglarze to utwór inspirowany filmem Wieczór kuglarzy w reżyserii Ingmara Bergmana,
- piosenka Reportaż jest inspirowana opowiadaniem filmowca, Jacka Petryckiego, na temat wojny w Bośni,
- utwór Casanova-Fellini (scena niemiecka) nawiązuje do filmu Casanova Federico Felliniego z 1976 r.

## Dyskografia
- 1980 – Mury
- 1980 – Raj
- 1981 – Muzeum
- 1981 – Krzyk
- 1982 – Carmagnole 1981 – płyta wydana na emigracji (Niemcy)
- 1982 – Strącanie aniołów – płyta wydana na emigracji (Szwecja)
- 1983 – Chicago Live '83 – płyta wydana na emigracji (USA)
- 1986 – Litania – płyta wydana na emigracji (Australia)
- 1987 – Kosmopolak – program stworzony w Monachium
- 1989 – Dzieci Hioba – program stworzony w Monachium
- 1990 – Głupi Jasio – program stworzony w Monachium
- 1991 – Live – pierwsza trasa koncertowa Jacka Kaczmarskiego po powrocie do Polski; platynowa płyta[6]
- 1991 – Mury w Muzeum Raju – program zawierający utwory z programów Mury, Raj i Muzeum
- 1992 – Bankiet – nietypowy repertuarowo program Jacka Kaczmarskiego
- 1993 – Wojna postu z karnawałem
- 1994 – Sarmatia
- 1995 – Szukamy stajenki – program złożony z kolęd i pastorałek
- 1997 – Pochwała łotrostwa
- 1998 – Między nami
- 1998 – Koncert ’97 – dwie płyty koncertowe; w 2008 roku wznowienie płyt jako Trasa Koncertowa '97 cz. I i II (z uporządkowaną kolejnością utworów)
- 2000 – Dwie skały
- 2001 – Dwadzieścia (5) lat później – płyta powstała na 20-lecie „Solidarności” i 25-lecie działalności publicznej Jacka Kaczmarskiego
- 2002 – Mimochodem
- 2006 – Świadectwo
- 2012 – Encore, jeszcze raz (Paryż 2001) – album koncertowy wydany z okazji 55. urodzin poety. Koncert nagrano 24 lipca 2001 w Arcueil pod Paryżem.

Kompilacje i box sety
- 2003 – Złota kolekcja: Źródło – kompilacja
- 2003 – Złota kolekcja: Pokolenie – kompilacja
- 2004 – Syn marnotrawny – zestaw 22 płyt w wersji cyfrowej; dwukrotnie platynowa płyta[29]
- 2006 – Suplement – zestaw siedmiu płyt z piosenkami Jacka Kaczmarskiego nie wydanymi dotychczas oraz wierszami (recytowanymi przez Andrzeja Seweryna)
- 2007 – Mała Arka Noego – zestaw ośmiu płyt zawierających dwa nie wydane wcześniej programy oraz „Kwadranse Jacka Kaczmarskiego” z Radia Wolna Europa
- 2007, 22 marca – Arka Noego – zestaw 37 płyt (Syn marnotrawny, Suplement i Mała Arka Noego)
- 2008 – Scena to dziwna... 1980–2001 – zestaw pięciu płyt DVD z materiałami wideo (głównie koncertami) z lat 1980–2001; złota płyta DVD[30]
- 2012 – Ze sceny
- 2014 – In Memoriam
- 2018 – Niepodlegli

## Dzieła

### Poezja
- Wiersze i Piosenki, Paryż 1983
- Mój zodiak, 1985
- 30 wierszy i piosenek, 1987
- Rozbite oddziały, 1988
- A śpiewak także był sam – z przedmową Stanisława Stabro, Oficyna Wydawnicza Volumen, Warszawa 1998
- Biblioteka bardów – Jacek Kaczmarski, Twój Styl, Warszawa 2000
- Ale źródło wciąż bije... – z przedmową Krzysztofa Gajdy, Wydawnictwo Marabut, Warszawa 2002
- Tunel, Tower Press, Gdańsk 2004
- Antologia poezji, Wydawnictwo Demart 2012
- Między nami. Wiersze zebrane, Wydawnictwo Prószyński i S-ka, 2017

### Proza
- Autoportret z kanalią, 1994
- Plaża dla psów, 1998
- O aniołach innym razem, 1999
- Życie do góry nogami, 1996
- Napój Ananków, 2001

### Śpiewniki
- Utwory Jacka Kaczmarskiego, wyd. „Alba”, Opole 1990
- Mury, 1990
- Raj, 1990
- Muzeum, 1990
- Kosmopolak, 1990
- Dzieci Hioba, 1990
- Głupi Jasio, 1990
- Bankiet, 1990
- Wojna postu z karnawałem, 1997
- Sarmatia, 1995
- Szukamy Stajenki, 1995
- Pochwała łotrostwa, 1996
- Encore, jeszcze raz encore – piosenki z lat 74–95, część I, 1998
- Pejzaż z szubienicą – piosenki z lat 74–95, część II, 1998
- Wiosna – piosenki z lat 74–95, część III, 1998
- Dwie skały, 2000

### Wydawnictwa podziemne
Po roku 1981, kiedy płytę z programem Krzyk cenzura, zamiast do dystrybucji, skierowała na przemiał, szczególnie zaś po rozpoczęciu przez Jacka Kaczmarskiego działalności w Radiu Wolna Europa – oficjalnie w Polsce nie można było wydawać jego twórczości. Nie znaczy to, że nie była ona znana. Popularność piosenek Kaczmarskiego rosła w dużej mierze dzięki wydawnictwom podziemnym. O sile oddziaływania wydawnictw podziemnych można było się przekonać w 1990 roku, kiedy to na pierwsze „poemigracyjne” koncerty Kaczmarskiego przychodziły tysiące słuchaczy.
- Muzeum, Warszawa 1981
- Raj, Warszawa 1981
- Zbroja, Kraków 1982
- Zbroja, Poznań 1982
- Zbroja, „Wytrwałość”, Warszawa 1982
- Zbroja, Wyd. Ruchu Oporu NZS, Kraków 1982
- Zbroja [teksty piosenek], Przedr. z: Warszawa: „Wytrwałość”, 1982
- Kaczmarski Jacek, „Bez Debitu”, Warszawa 1983
- Zbroja utwory napisane na emigracji, „Słowo Podziemne”, Warszawa 1983
- Śpiewnik polski, „Aspekt”, Wrocław 1984
- Wiersze i piosenki, „Cel”, 1984
- Utwory zebrane, „Pokolenie”, Warszawa 1984, 1985
- Horoskop, Wrocław 1985
- Wiersze i piosenki, 1985
- Wiersze i piosenki, „Bez Cięć”, Kraków 1986
- Wiersze i piosenki, „Bez Cięć”, Kraków 1986
- Wiersze i piosenki, „Bez Cięć”, Kraków 1986
- Wiersze i piosenki, „Kierunki”, 1986
- Mój zodiak, Warszawa 1987
- Przejście Polaków przez Morze Czerwone, Niezależna Oficyna Wydawnicza, Warszawa 1987
- Bajka o Polsce wiersze i piosenki, „to”, Toruń, 1988
- Kosmopolak [wywiad z piosenkarzem, akordy na gitarę], „Nowa fala”, Gdańsk 1988
- Perestoika, Warszawa 1988
- Rozbite oddziały wiersze i piosenki 1985–1988, Kraków 1988
- Krzyk piosenki Jacka Kaczmarskiego, Oficyna „Solidarność”, Szczecin 1989
- Pięć sonetów o umieraniu komunizmu [piosenki z lat 1988–1989], Oficyna Wydawnicza 63, Warszawa 1989
- Śpiewnik, Kraków 1989

Powyższa bibliografia wydawnictw podziemnych została sporządzona na podstawie katalogów Biblioteki Narodowej. Niektóre zapisy nie posiadają miejsc wydania lub nazwy wydawnictwa. Wynika to z charakteru publikacji ukazujących się poza oficjalnym obiegiem wydawniczym.

### Udział w filmach
Pojawił się w filmie Krzysztofa Kieślowskiego pt. Przypadek, gdzie wykonywał parafrazę Wysockiego pt. Nie lubię.

## Odznaczenia
- Krzyż Komandorski Orderu Odrodzenia Polski – pośmiertnie (2006, za wybitne zasługi w działalności na rzecz przemian demokratycznych w Polsce, za osiągnięcia w pracy zawodowej i społecznej)[32]
- Krzyż Kawalerski Orderu Odrodzenia Polski (2000, za wybitne zasługi w działalności w ruchu studenckim, za osiągnięcia w pracy zawodowej i społecznej)[a][33].

## Upamiętnienie
Pomimo śmierci Jacek Kaczmarski dalej jest ważną postacią polskiej kultury. Jego utwory interpretowane są na nowo nie tylko w kręgach piosenki poetyckiej, ale również w nurcie komercyjnym. Organizowane są festiwale poświęcone jego twórczości. Powstają również wydawnictwa opisującego jego życie i działalność artystyczną.
22 marca 2007, w 50 rocznicę urodzin, Sejm RP uczcił pamięć Jacka Kaczmarskiego, podkreślając jego szczególne zasługi dla Polski.

### Wydawnictwa książkowe
- Krzysztof Gajda: To moja droga Biografia Jacka Kaczmarskiego. Wydawnictwo Dolnośląskie, 2009. ISBN 978-83-245-8761-2.
- Zostały jeszcze pieśni... Jacek Kaczmarski wobec tradycji pod red. Krzysztofa Gajdy i Michała Traczyka. MG Wydawnictwo, 2010. ISBN 978-83-61297-92-5.
- Piotr Wiroński: Wbrew, pomimo i dlatego: analiza twórczości Jacka Kaczmarskiego. Akademicka Kraków, 2011. ISBN 978-83-7638-131-2.
- Diana Wasilewska, Iwona Grabska: Lekcja historii Jacka Kaczmarskiego. Demart Wydawnictwo, 2012. ISBN 978-83-7427-636-8.
- Krzysztof Gajda: Jacek Kaczmarski w świecie tekstów. Poznań: Wydawnictwo Poznańskie, 2013. ISBN 978-83-7177-952-7.

### Wydawnictwa muzyczne

#### Płyty innych wykonawców poświęcone w całości twórczości Kaczmarskiego
- Krzyk według Jacka Kaczmarskiego (2005). Wydana przez Agencję Artystyczna MTJ płyta z piosenkami ze spektaklu o tym samym tytule, zrealizowanego w 2004 r. w Teatrze Rozrywki w Chorzowie w reżyserii Roberta Talarczyka. Są to utwory Jacka Kaczmarskiego w aranżacji Hadriana Filipa Tabęckiego.
- Tunel według Jacka Kaczmarskiego (2006). Wydana przez ART ZONE płyta z piosenkami ze spektaklu pod tym samym tytułem.
- Habakuk: A ty siej (2007)
- Strachy na Lachy: Autor (2007)
- Jacek Bończyk, Mirosław Czyżykiewicz, Hadrian Filip Tabęcki: Raj (2008)
- Jacek Bończyk, Sylwia Najah, Klementyna Umer, Kameleon Qartet: Dzieci Hioba (2010)
- Maria Sadowska, Anna Serafińska, Janusz Szrom: Kaczmarski & Jazz (2010)
- Trio Łódzko-Chojnowskie: Pożytek z odmieńców (2011)
- Mateusz Nagórski, Andrzej Dębowski: Skruchy i erotyki dla Ewy (2015)
- Mateusz Nagórski: Jacek Kaczmarski w świecie baśni (2015)

#### Płyty innych wykonawców wykorzystujących pojedyncze wiersze i piosenki Kaczmarskiego
- Jacek Wójcicki – Live Character (1992). Została wykorzystana piosenka A my nie chcemy uciekać stąd.
- Elżbieta Wojnowska – Sztuczny miód (2002). Została wykorzystana piosenka Źródło.
- Natasza Czarmińska – Natasza Czarmińska (2004). Została wykorzystana piosenka Kołysanka dla Kleopatry.
- Czerwony Tulipan – Taniec życia (2004). Została wykorzystana piosenka Krzyk.
- Patrycja Markowska – Nie zatrzyma nikt (2005). Została wykorzystana piosenka Źródło.
- Mirosław Czyżykiewicz – Allez! (2005). Został wykorzystany wiersz Tunel.
- WhiteHouse feat. Peja – Poeci (2009). Utwór Pijak został nagrany do wiersza Jacka Kaczmarskiego.
- Joanna Lewandowska – Moje podwórko (2009). Zostały wykorzystane utwory Czerwony autobus” i Nokturn z niespodzianką.

### Zloty, festiwale i wydarzenia cykliczne
- Metamorfozy Sentymentalne: Lubelski Festiwal Piosenki Autorskiej i Poetyckiej im. Jacka Kaczmarskiego, Lublin (drugi weekend marca; Festiwal odbywał się do 2019 roku)
- Źródło wciąż bije: Festiwal Piosenek Jacka Kaczmarskiego, Bydgoszcz (drugi weekend czerwca)
- Nadzieja: Festiwalu Piosenki Poetyckiej im. Jacka Kaczmarskiego, Kołobrzeg (w latach 2004–2018)
- Kaczmarski Encore Festival, Gdynia. Organizator: Fundacja im. Jacka Kaczmarskiego
- Czaty Zamkowe, Zamek Bolków
- kaczmarski underground[35], Kraków, Marszowice k. Gdowa (przełom sierpnia i września)
- Wrocławski Salon Jacka Kaczmarskiego, Wrocław (wydarzenie cykliczne)
- Koncerty Pamięci Jacka Kaczmarskiego, Toruń (przełom Marca- Kwietnia) – organizator Studencki Krąg Instruktorski Uniwersytetu Mikołaja Kopernika im. Tony’ego Halika

Poza wymienionymi wydarzeniami w wielu miastach Polski organizowane są pojedyncze koncerty poświęcone twórczości Jacka Kaczmarskiego. Szczególnie często odbywają się one w Śródmiejskim Ośrodku Kultury w Krakowie.

### Widowiska słowno-muzyczne oparte na wierszach Jacka Kaczmarskiego
- Zatruta studnia – spektakl słowno-muzyczny oparty na wierszach Jacka Kaczmarskiego, w Teatrze Dramatycznym w Warszawie pod dyrekcją Zbigniewa Zapasiewicza. Scenariusz i reżyseria: A. Blumenfeld i A. Ferenc. Jesień-zima 1989.
- Kuglarze i wisielcy – blues-opera na motywach powieści Wiktora Hugo „Człowiek śmiechu”
- Galeria – spektakl wrocławskiego Teatru Muzycznego „Capitol” w reżyserii Wojciecha Kościelniaka przygotowany w marcu 2004 r. na zwieńczenie XXV. Przeglądu Piosenki Aktorskiej
- Krzyk według Jacka Kaczmarskiego – spektakl chorzowskiego Teatru Rozrywki w reżyserii Roberta Talarczyka
- Tunel – piosenki Jacka Kaczmarskiego – „Tunel” to tytuł ostatniego tomu poezji Jacka Kaczmarskiego, do którego poeta nie napisał muzyki. Muzykę stworzyli Hadrian Filip Tabęcki i Paweł Stankiewicz; Scenariusz i reżyseria: Hadrian Tabęcki; Występują: Mirosław Baka, Wojciech Brzeziński, Joanna Lewandowska. Prapremiera odbyła się 29 lipca 2006 na festiwalu „Nadzieja” w Kołobrzegu, premiera 1 września 2006 w warszawskim Lapidarium w ramach Entree Piosenki Niegłupiej
- Lekcja historii – widowisko muzyczno-teatralne Teatru ProForma w Lesznie w reżyserii Anety Dembinskiej-Pawlickiej i Piotra Pawlickiego przygotowany w maju 2004

### Zespoły i wykonawcy
- Trio Łódzko-Chojnowskie
- Mateusz Nagórski
- Triada Poetica
- Kwartet ProForma
- Michał Wilgocki & Judyta Gąsior – Piosenka Poetycka
- Adam Mortas z zespołem ENCORE
- Radosław Książek & Konrad Bieńko

### Patrycja Polek & Adam Leszkiewicz
- Adam Łapacz
- Eliza Banasik
- Jakub Kwaśniewski
- Justyna Panfilewicz

### Filmy
Filmy dokumentalne poświęcone Jackowi Kaczmarskiemu:
- Kosmopolak (1990, scenariusz i realizacja: Danuta Beata Postnikoff),
- Stacja Osowa (2007, scenariusz i reżyseria: Paweł Zbierski),
- Jacek (2012, scenariusz i reżyseria: Jakub Mędrzycki),
- Bard (2013, scenariusz: Mirosław Chojecki, Katarzyna Kościelak, reżyseria: Katarzyna Kościelak).

Audycje radiowe
- „Nadzieja dla zaawansowanych”[37] – reportaż radiowy poświęcony sylwetce Jacka Kaczmarskiego (dostępny do odsłuchania w „Laboratorium Reportażu w Trójce”[38] od 10 minuty audycji)
- „Ballada o pieśni”[39] – reportaż radiowy (premiera w 2018 roku w Programie Trzecim Polskiego Radia) opowiadający historię pieśni „Mury”, napisanej przez Jacka Kaczmarskiego do melodii i na kanwie losów utworu katalońskiego barda Lluísa Llacha, który nosi tytuł „L’estaca”/„Pal”
- „Kuglarze” reportaż radiowy poświęcony społeczności miłośników barda i Festiwalowi Nadzieja im. Jacka Kaczmarskiego (premiera w „Laboratorium Reportażu w Trójce”[38] w 2018 roku; reportaż dostępny do odsłuchania od 30 minuty ww. audycji)

### Murale
- Centrum Kultury „eSTeDe” (Gniezno)[40]

### Ulice
Imię Jacka Kaczmarskiego noszą:
- rondo u zbiegu ulic Słowackiego i Złota Karczma w Gdańsku od 16 kwietnia 2005,
- ulica w Poznaniu na Strzeszynie[41],
- skwer w Warszawie nieopodal liceum, do którego uczęszczał (nazwa od 20 czerwca 2012)[42],
- ulica Zygmunta Modzelewskiego na warszawskim Mokotowie nosiła imię Kaczmarskiego w okresie od 9 listopada 2017 do 2018[43][44]
- ulica w centrum Wrocławia, przy której w czerwcu 2008 roku odsłonięto upamiętniającego go krasnala,
- ulica w Łodzi, na osiedlu Mikołajew od 2004 r. nosi imię Jacka Kaczmarskiego[45],
- ogółem 20 miejsc upamiętniających na terenie Polski[46].